# OSK日本歌劇団
OSK日本歌劇団（オーエスケーにっぽんかげきだん）は、大阪市中央区にある劇団。
かつて宝塚歌劇団とは同じ関西でしのぎを削り、踊りを中心としたレビューを行っていたことから、「歌の宝塚、踊りの松竹」と並び称された。
1922年（大正11年）4月に大阪・天下茶屋に松竹楽劇部生徒養成所として創設された。
2003年（平成15年）5月に一時解散したが、同年8月から団員有志による「OSK日本歌劇団存続の会」として実質的に活動を継続し、翌年4月に「New OSK日本歌劇団」として再結成。2007年（平成19年）、再び「OSK日本歌劇団」に改称し、現在に至る。
「OSK」は、以前の劇団名であった「大阪松竹歌劇団（Osaka Shochiku Kagekidan）」の略称。

## 概要

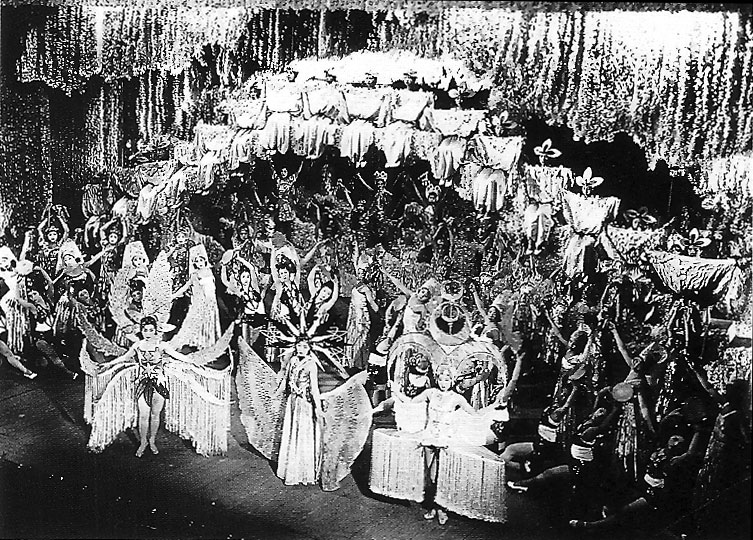
1932年、大阪松竹座『第7回 春のおどり～ラッキーセブン～』より

未婚の女性により構成されるレビュー劇団。劇団の象徴は、1930年（昭和5年）『第5回 春のおどり』のテーマ曲だった「桜咲く国」。これが『春のおどり』のテーマソングとして長年歌い継がれ、やがて劇団を象徴する歌となった。公式ファンクラブは「桜の会」、ファンとの交流イベントは「桜まつり」など、桜の花がシンボルとして使われている。
少女歌劇文化の特徴として、劇団員は男役と娘役（女性役）に分かれ、生年および本名は非公表だが、芸名に本名を用いることができる。また、劇団内では、男役から娘役への転向だけでなく、娘役から男役への転向例もある。
かつては上から幹部技芸員、準幹部技芸員、技芸員と明確に区別されていたが、現在ではこの呼称は用いられていない（後述、#序列制度を参照）。代わって、ベテラン脇役を除いた序列最上位の男役がトップスターと呼ばれ、松竹座や南座などの重要な公演で主演を務める。
「芸術的傾向の強い舞踊団」として創立した経緯があり、旧来より「踊るOSK」や「ダンスのOSK」として知られ、「群舞力」を魅力とする。
かつて宝塚歌劇団とは同じ関西でしのぎを削り、踊りを中心としたレビューを行っていたことから、「歌の宝塚、踊りの松竹」と並び称された。特に、速いテンポで高く足を上げるラインダンスは劇団名物の一つになっており、OSK日本歌劇団発行の『100周年記念史』では、ラインダンスのことを「OSKのすべての基本であり、アイデンティティであり、誇りでもある」と表現している。体力の消耗が激しいダンスであり、3分弱が限界とされる。

レビュー公演の最後に、桜パラソルと呼ばれるピンク色の傘を回しながら、テーマソング「桜咲く国」を歌うのが定番。これは、1929年（昭和4年）の公演『第4回 春のおどり 〜開国文化〜』の最後の場面で、主題歌「春の唄」を歌ったフランスの歌手リュシエンヌ・ドフランヌが紙吹雪を吸い込んで歌えなくなったことを受け、防止のために傘をさすようになったのが起源である。1940年代の第二次世界大戦下でも継続された。
やがて松竹はOSK（当時：大阪松竹楽劇部）に続く劇団として東京を本拠とするSKD（当時：東京松竹楽劇部）を創設する（後述）。OSKとSKDとの棲み分けや、OSKの松竹独立等を背景に、OSKの東京での単独公演は、1950年代以降、約半世紀にわたり中断されることとなった。この間に東京宝塚劇場の改築や宙組新設による通年公演体制により、東京においても常時公演できる体制を整えた宝塚歌劇団に、OSKは関東圏など全国レベルでの人気・知名度で大きく差をつけられることとなる。
現在は、大阪松竹座や京都四條南座、新橋演舞場等における松竹主催公演、福井県越前市のたけふ菊人形会場での1か月公演を軸に、常設スペースBrooklyn Parlor（OSK Revue Cafe）及び、関西地方を中心とした様々な規模の公演・イベント出演を行っている（後述）。
また、2012年（平成24年）の劇団創設90周年と同時期に、学習指導要領改定による中学校でのダンス必修化が行われたことを契機に、社会貢献活動として各地の学校で「訪問ダンス授業」を行っている。

## 歴史

### 松竹時代

#### 黎明期

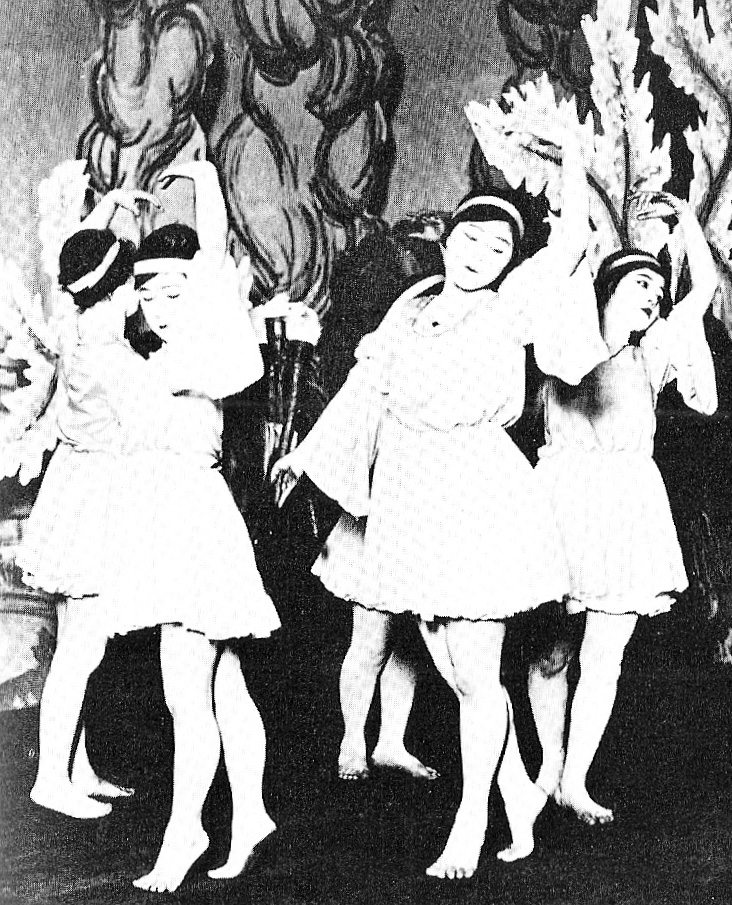
1923年、大阪松竹座『アルルの女』

1921年（大正10年）、松竹は洋式劇場である大阪松竹座の開業に当たり、白井松次郎社長の発意により、新たな出し物として少女歌劇に取り組むこととなった。同年10月の告知文には、「『日本の楽劇』を創造する」という強い決意が示されている。
すでに成功を収めていた宝塚少女歌劇団から、舞踏家の楳茂都陸平、作曲家の原田潤、松本四郎を招聘し、1922年（大正11年）4月に大阪・天下茶屋に松竹楽劇部生徒養成所を創設した。
同年10月に大阪の中之島公会堂で『小さき謀反』『時』を、同年12月16日・17日の同じく中之島公会堂でジョコンダの『時の踊り』の試演をしたのち、1923年（大正12年）2月の京都の南座で第1回公演を行い、『アルルの女』や『時の経過』などを上演した。
1923年（大正12年）5月、大阪松竹座が開場すると養成所も同劇場内に移転して本拠地とし、映画『ファラオの恋』と『母』の封切りに合わせて『アルルの女』を上演した。発足当初の劇団員24名は、早朝5時から「爪先から血の滴るまで」と言われるほどの猛稽古に励んで臨んだが、創設当初は映画との併演で毎月の公演すら行えず、実力・人気はいまひとつであった。

#### 『春のおどり』と東京松竹楽劇部誕生

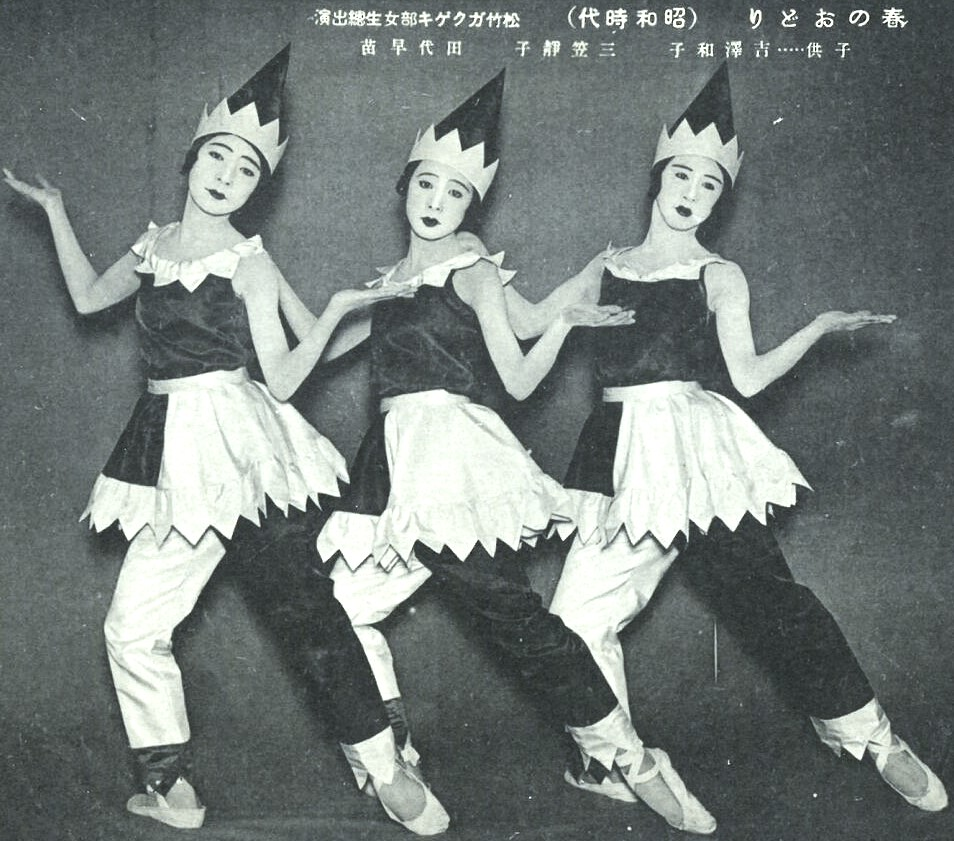
『第4回 春のおどり』より（中央が三笠静子）

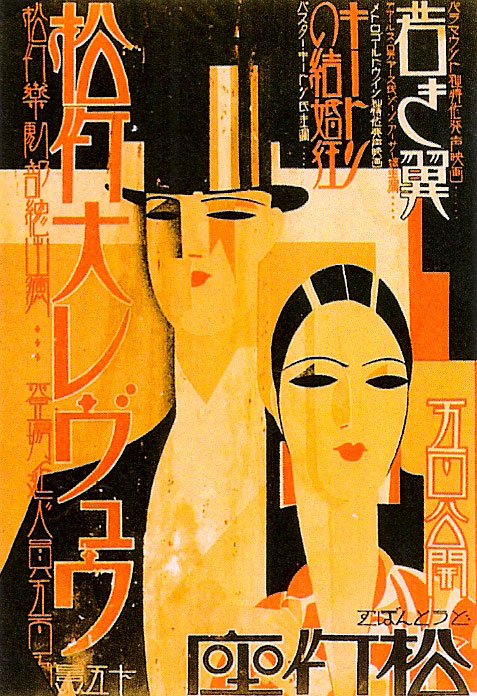
1930年、大阪松竹座『松竹大レヴュウ』

大きな転機となったのが、1926年（大正15年）4月1日から上演された『春のおどり～花ごよみ～』だった。これは、当時の関西の名物だった花柳界の「芦辺踊り」「浪花踊り」「都踊り」に倣って企画された。これらの「踊り」をモチーフにした長唄と日舞で構成された前半部ののち、後半は一転して西洋音楽とダンスという構成だった。豪華な舞台装置と様々に変化する美しい衣装と多数の踊り子による迫力ある踊りが人気を集め、狙い通り大成功を収め、5月1日からは京都松竹座でも続演。その後は毎年恒例となり、春の名物とされるようになった。
タイトルは、特に当時の仮名遣い（歴史的仮名遣い）では“をどり”が正しいにもかかわらず、白井松次郎の意見で意図的に“おどり”と表記して以降、今日まで一貫して“おどり”表記を用いている。
1927年（昭和2年）の『第2回 春のおどり～御空ごよみ～』では、振り袖姿でレビュー風に踊る演出が行われ、レビュー様式の導入が始められた。
さらに同年9月の宝塚少女歌劇団のフランス風レビュー『モン・パリ』が成功したことを受け、1928年（昭和3年）の『第3回 春のおどり～花五色～』では五色の衣装と早い舞台転換を取り入れて後のレビュー様式の基礎が出来上がった。
そして、同年8月の浅草松竹座の開場に合わせ、大阪松竹楽劇部から100名の劇団員が上京し、東京公演『虹のおどり』を実施して人気を集めた。これを契機に、同年10月に同劇場を本拠として「東京松竹楽劇部」（後の松竹歌劇団、略称：SKD）が誕生している。
1929年（昭和4年）の『第4回 春のおどり～開国ごよみ～』では、テーマ曲を一般公募し「春の唄の夕べ」という曲が完成した。そして、フィナーレで紙吹雪が口に入らないように傘を用い、その後も傘が演出に用いられるようになった。
1930年（昭和5年）の『第5回 春のおどり～さくら～』では、フランスから帰国した大森正男が演出を担当。幕無しのノンストップレビュー形式が採用され、洋舞からフィナーレでモダンバレエを踊る演出となった。「麗美優（レビュー）」の当て字や、タップダンスが初めて用いられた公演でもある。
そして、この公演で「春の唄」が初登場し、歌詞の一部から「桜咲く国」に改題して長く愛唱されるようになった。また「春だ！おどりだ！おどりだ！春だ！」のキャッチフレーズもこの公演で誕生した。『第5回 春のおどり』は大評判で、40日に及ぶロングラン公演となった。同年5月、大阪日日新聞社制定の第1回芸術トロフィーを、最初期のスター飛鳥明子が受賞した。
大阪松竹楽劇部の人気は高まり公演回数は増加し、その後も『春のおどり』をはじめ、名古屋、京都、また東京での東京松竹楽劇部との合同公演などが行われるようになった。一方、若い女性が露出度の高い衣装で歌い踊ることが、「日本の良風美俗」に反し「衛生的に有害」であると見なされたため、警察から8項目の禁止事項を示され、演出も制約を受ける事態となった。

#### 桃色争議と第二次世界大戦

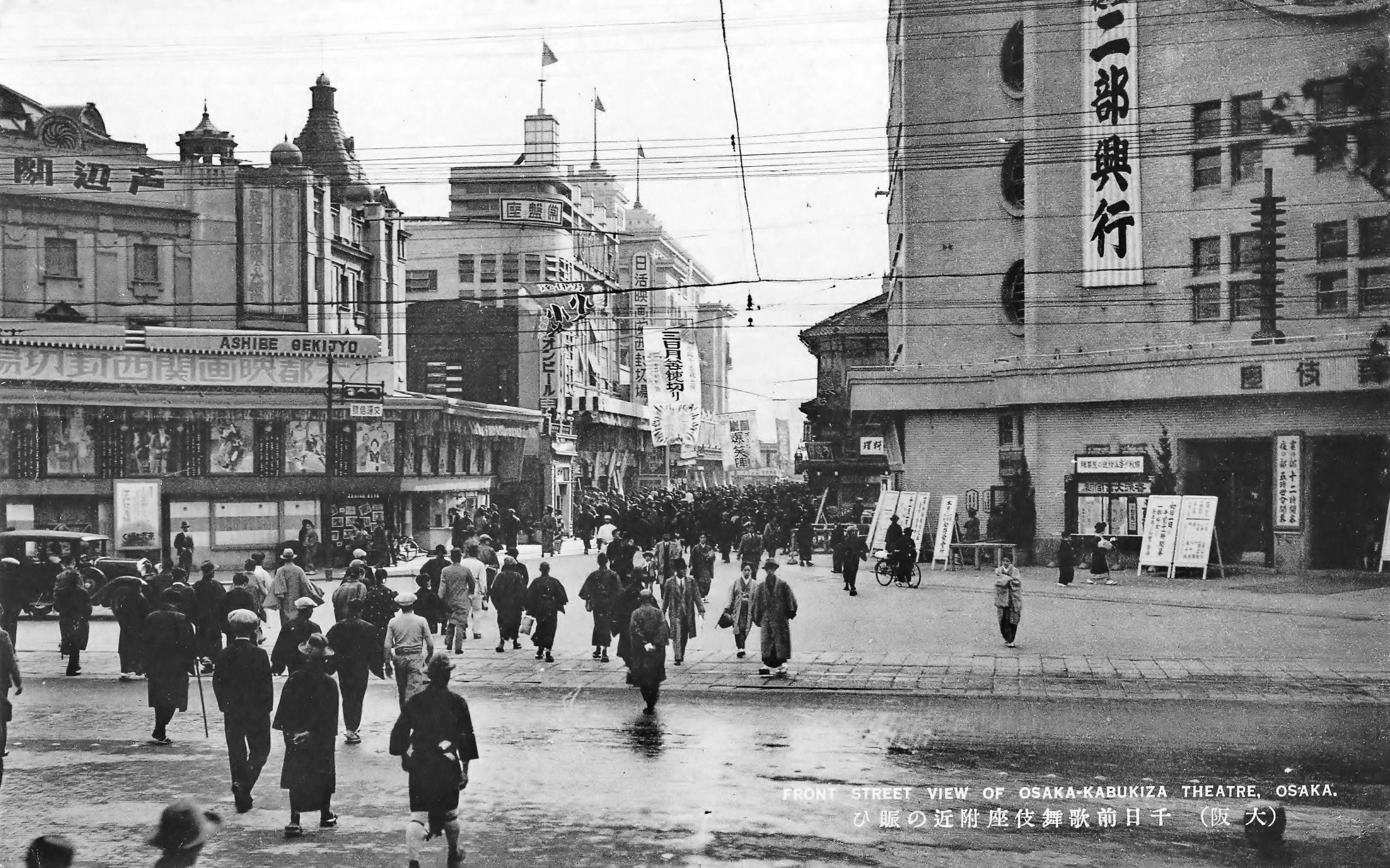
千日前、1933年撮影（左があしべ劇場、右が大阪歌舞伎座）

1933年（昭和8年）4月、大阪歌舞伎座にて『第1回 歌舞伎おどり～春の花束～』を上演し、「新進十スター」として若手10名を売り出した。
ところが、6月16日に桃色争議が発生。まず、東京松竹楽劇部で6月から7月にかけて発生。これと同時期に、大阪松竹楽劇部も待遇改善を会社側に要望したが、6月24日に決裂した。翌25日にストライキが決行され、飛鳥明子ら幹部スター以下約20名の争議団は高野山金剛三昧院（和歌山県）に立てこもり、規則正しい団体生活を送りながら籠城した。7月8日に金剛峰寺の仲介で調停が成立し、争議団側が実質的に勝利したものの、飛鳥のほか瀧澄子、若山千代らが責任を取って退団した。
同年11月には『（第1回）秋のおどり～女鳴神～』が上演され、河原涼子・三笠静子が主演して熱演し、「十スター」の若手たちが奮闘した。こうしてスタークラスの幹部劇団員を大量に失い不振に陥るが、柏晴江（のちハルエ）、美鈴あさ子（のちアーサァ美鈴）、三笠静子（のち笠置シズ子）ら、新スター台頭のきっかけとなった。また、既に東京松竹楽劇部では水の江瀧子が1930年（昭和5年）9月公演で断髪（ボブヘア）し、翌1931年（昭和6年）6月にさらに短髪にして男役スタイルが生まれていたが、いよいよ大阪松竹楽劇部でも男役の魅力が脚光を浴びるようになる。
さらに、桃色争議の痛手を克服するため、1934年（昭和9年）7月5日に「大阪松竹少女歌劇団（OSSK）」に改称し、8月1日]に千日土地建物と松竹が提携して千日前の大阪劇場（大劇）を本拠地とした。
OSSK改称後の第1回公演『カイエ・ダムール』では、コロムビア・レコードともタイアップしてレコードを発売するなど大々的に宣伝を行い、大衆娯楽路線へ転換を図った。このレコードのA面が「恋のステップ」（作曲：服部良一、唄：三笠静子）であった。
同年秋～冬頃より松組・竹組の2班に分けて公演が行われるようになり、三笠静子・美鈴あさ子が人気を集めた。1936年（昭和11年）に、松組・竹組は解消され、新たに若手の秋月恵美子・芦原千津子はレビューの花と呼ばれるようになった。
1937年（昭和12年）3月、大阪劇場『第12回 春のおどり～桜咲く国～』は人気絶頂だった林長二郎（のちの長谷川一夫）のレビュー振付という企画でも話題となり、林による六代目尾上菊五郎の舞踊に着想を得た振付が評判となる。この公演は、NHKラジオ（大阪）で実況中継され、また川島芳子が観劇した。同年7月、盧溝橋事件を端緒に日中戦争（当時の呼称：支那事変）が勃発。この頃より、OSSKレビューの舞台にも、士気高揚を目的とした演目が登場するようになった。同年12月16日、本拠地の大阪劇場の内部が全焼した。
1939年（昭和14年）2月、内務省はポスター・ブロマイド等、写真における「女優の軍装」禁止を通達したが、興業としては軍事劇が奨励される、矛盾した状況だった。同年9月、大阪劇場『翼の友情』で、楽器を持って踊る6人のスターユニット「ジェルモン・シスターズ」が登場し、これがユニット（少人数のチーム、後述）作りの嚆矢となった。さらに10月には、国策に沿った華美ではない服装として、黒紋付（三つ紋）に濃い緑の袴を、制服として採用するに至った。
1941年（昭和16年）5月1日、OSSKは松竹本社から、千土地建物に運営が移管される。
1943年（昭和18年）3月の『第13回 春のおどり～日本むすめ～』では、「松竹ロケットガールズ」の名が登場し、ラインダンスがさらなる発展を遂げることとなった。同年5月15日、大阪劇場が復興して再開場している。
1943年（昭和18年）5月、劇団名を「大阪松竹歌劇団（OSK）」に改称し、再び「松組」「竹組」の二組制をとった。
1944年（昭和19年）2月24日より、松組・竹組合同で『第19回 春のおどり～戦士に捧ぐ・必勝さくら～』を上演していたが、翌25日に決戦非常措置要綱が閣議決定され、高級娯楽の営業停止が通達された。このため、『第19回 春のおどり』は3月4日を以て打ち切られた。以後は、秋月恵美子、芦原千津子、勝浦千浪、そして京マチ子を班長とした4班に分かれ、軍や軍需工場での慰問公演を行うこととなった。劇場公演は若干緩和されたが、大阪劇場でのレビュー上演が困難となったため、千日前のあしべ劇場での公演が継続された。
1945年（昭和20年）1月1日に大阪劇場で映画の合間に公演を再開した。しかし同年3月13日、大阪大空襲で、本拠地の大阪劇場やあしべ劇場は焼失した。そこで、奇跡的に焼け残った大阪松竹座で同年4月12日より新作公演『必勝音頭』を上演。大阪劇場は突貫工事で修復され、同年7月26日から『夏まつり』を上演し、同劇場での公演を再開している。
同年8月15日、玉音放送により戦争は実質的に終結した。秩序の安定のため、興行界は7日間の営業停止を申し合わせた。

#### 戦後復興と千土地スト

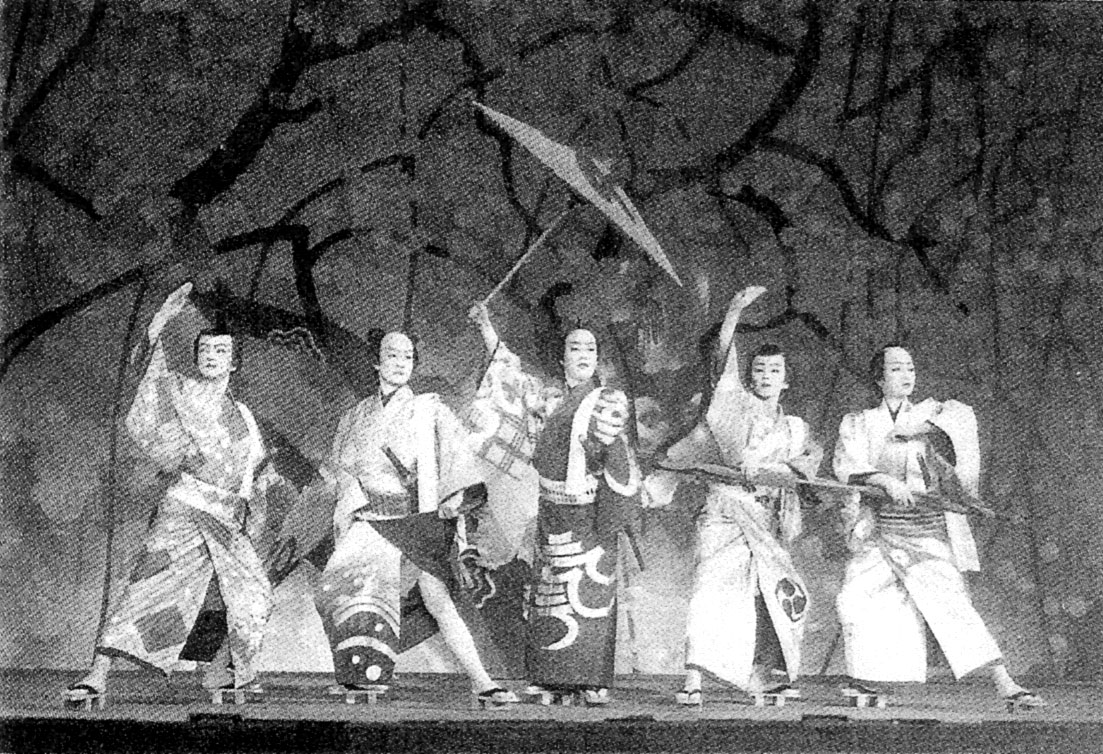
1955年、大阪劇場『春のおどり』

1945年（昭和20年）9月19日、さっそく大阪劇場でOSK復興第1回『秋のおどり』を上演し、同年11月中旬から松組と竹組が大阪劇場と大阪松竹座で交互に公演活動を行うようになった。
1946年（昭和21年）2月より「梅組」を加え、松竹梅の三組制となった。同年3月1日より上演された『第21回 春のおどり』以降『夏のおどり』『秋のおどり』は三組総出での公演が行われるようになった。この公演中、感染症（発疹チフス）の蔓延の影響により、大阪府下の劇場公演が中断（3月22日～4月10日）された。
1950年（昭和25年）3月、あやめ池遊園地の春季の催し物として、あやめ池大劇場での公演が初めて開催された。近鉄側の宣伝も奏功し、実に40万人を動員する大成功をおさめ、以後も同遊園地で公演が継続されることとなった。
1952年（昭和27年）8月、梅組が廃止され、再び松・竹の二組制となった。
1954年（昭和29年）6月、当時の親会社千土地興行で労働争議が勃発。OSKの劇団員のうち、秋月・芦原・勝浦や香住豊らのタレント契約者を除く、米花真砂子以下約80名がこれに加勢し、ストライキや劇場前のビラまき等に参加した。スターのストライキ姿を観ようと、少女・女性ファンらが集まり声援を送った。争議の背景には、インフレによる制作経費の上昇から赤字体質になったOSKを、千土地興行から独立させる動きがあり、実際に経営難から生徒募集が停止されるなどの苦境に陥りつつあった。6月の第一弾ストでは独立を阻止することができたが、12月の第二弾ストではユニオン・ショップ制を巡る抗争から第一労働組合が上演中の演劇を中断させる強硬手段に打って出たため、OSK劇団員は第一組合を脱退して中立の立場を取った。この結果、スト終息後も、会社に意見できる「組合員」の立場を喪失し、また第一組合の団結の輪からも外れ、後の独立会社化への動きにつながっていくこととなった。
前年の千土地ストの影響で、『夏のおどり』『秋のおどり』は中止になっていた。このため1955年（昭和30年）3月の大阪劇場『第30回春のおどり』は特別な意味を持つ公演となった。さらに、続く5月の大阪劇場『楊貴妃』（作・演出：香村菊雄）は、勝浦千浪が玄宗役、米花真砂子が安禄山役、そして牧香織が楊貴妃役を演じ、大好評を博し、1982年・1987年にも上演されるなどOSKの名作の一つとなった 。
1956年（昭和31年）3月、あやめ池円形大劇場が開業し、OSK『春のおどり』がこけら落とし公演となった。

### 独立運営時代
1957年（昭和32年）7月1日、千土地興行と近畿日本鉄道が共同で資本金1000万円の「株式会社　大阪松竹歌劇団」を設立し、OSKは松竹から独立した。そして、同月に旧・「あやめ池温泉場・自然博物館」に「大阪松竹歌劇団音楽学校」を移転した。またこの年のうちに、新たに「専科」が設立され、また大阪劇場『春のおどり』公演にて米国映画『サヨナラ』のロケが行われ、作中にはフィナーレなどが使用がされた（なお日本国内での封切りは、翌1958年（昭和33年）1月だった）。
1958年（昭和33年）、公演場所を増やす方針の表れとして明石演舞場と枚方大劇場での公演を開始。9月30日には、大阪劇場、あやめ池、明石演舞場、枚方大劇場それぞれの『秋のおどり』に出演する全劇団員約300人が大阪劇場に集まり、合同前夜祭を開催した。
1959年（昭和34年）、前年に開場した新歌舞伎座にて『夏のおどり』を公演。勝浦千浪はじめ全劇団員300人がそろって出演した。
1963年（昭和38年）3月3日午前2時半ごろ、高さ約4.85mの宙吊り舞台が落下し、舞台上の踊り子43名と下敷きになったスタッフ1名の重軽傷を負う事故が発生した。公演直前の深夜の舞台稽古が当時の労働基準法の禁じる女子の深夜労働に当たる可能性が明るみに出て、芸能界における深夜稽古の常態化が問題視された。労働省は翌3月4日に主要劇場での抜き打ち査察を行い、全国に波紋が広がる事態となった。公演は4日遅れの3月7日から、負傷者を除く出演者で実施された。また、ファンから寄せられた見舞いの千羽鶴に感謝する意図で、同年9月の『秋のおどり』で鶴をモチーフとした舞踊が披露され、繰り返し上演される名場面となった。
一方、同年8月に「日本歌劇団（NKD）」に改称する。しかし、すでに愛称のOSKが定着していたため、1970年（昭和45年）に「OSK日本歌劇団」と改称した。
1965年（昭和40年）5月14日よりソビエト連邦共和国公演を行った。以後、共産圏を含む各国での海外公演が行われ、国際親善の一翼を担った。
1967年（昭和42年）の『春のおどり～夢のファンタジア～』を最後に大阪劇場を離れ、本拠地を奈良市の近鉄あやめ池遊園地の円型大劇場に移した。

### 近鉄時代
1971年（昭和46年）に近畿日本鉄道・近鉄興業・朝日放送・日本ドリーム観光の共同出資となる。
宝塚歌劇団と同じく鉄道会社の支援のもと遊園地を本拠地にすることとなる。
少女歌劇そのものの人気が低迷するなか、宝塚歌劇団が『ベルサイユのばら』『風と共に去りぬ』などのミュージカル化で起死回生の大ヒットにより、空前のブームを創出して今日につながる人気を築いたのとは対照的に、OSKは低迷の一途をたどる。特に1970年代後半には、劇団員総数および新規入団者が激減している。1979年（昭和54年）当時の劇団員は、65人まで減少していた。さらにOSKはダンスのレベルの高さを大きな特徴としていたこと自体が、1980年代のミュージカルブームに乗り遅れる遠因となる。
1970年代後半より、オリジナルミュージカル『シンデレラ・パリ』『虹いろのハネムーン』等、ミュージカル路線をとる。一方、秋の公演では、NHK大河ドラマに因んだ日本物を上演することが定番となっていた。
1980年（昭和55年）10月、初のたけふ菊人形公演『華麗なるファンタジー』が上演され、以後恒例となる。
1982年（昭和57年）、創立60周年記念公演『楊貴妃』が好評を博し、実に8万人の観客を動員した。観客の6割増を背景に、あやめ池遊園地からの撤退と新劇場（後の近鉄劇場）での常打ち公演の計画も持ち上がった。劇団創立65周年を機に、1987年（昭和62年）より近鉄劇場でのミュージカル公演を定例化、大阪中心部での公演をようやく再開させた。近鉄劇場では、有名作家作品を原作とした話題作も多く上演された。しかし当初の報道・発表とは異なり、常打ちではなく年数回の公演に留まった。
劇団創設70周年を迎えた1992年（平成4年）、「64年ぶり」と銘打った東京公演『Dancing Wave ARABESQUE』が実現した。この東京公演を機に、OSK後援会の一般会員数が前年から50%の大幅増となり、またNHKで全国放送される等、知名度が向上した。
1990年代には、あやめ池遊園地で童話を題材にしたファミリーミュージカル路線を打ち出す。2000年代には、北林佐和子らによる和物ミュージカル『闇の貴公子』がヒット作となっている。
平成不況の中、1998年（平成10年）頃より、親会社である近鉄の業績悪化に伴い、歌劇団にも経営自立が求められるようになった。しかし、本来はレビュー劇団であるにもかかわらず、劇場での公演回数は減少。この頃までに、近鉄グループのテーマパークである・志摩スペイン村や都ホテルグループの宴会場などでのショー、プロ野球球団の大阪近鉄バファローズの応援パフォーマンスなどが、主な収入源であったが、やがて出演機会も激減し業績が悪化。
2002年（平成14年）6月27日、近鉄からの支援打ち切りに伴う解散が発表され、翌日には劇団員にも正式に通達された。通告直後から当時の最上級生・吉津たかしと男役スターの一人大貴誠を中心に劇団の存続活動が開始され、8月6日に「OSK存続の会」（代表：吉津たかし）が結成された。OSK存続の会は、同年9月15日から署名運動を開始。劇団員は紋付き袴姿で街頭に立つこともあった。一時解散までに18万人分の署名を集めたが、近鉄側の決定を覆すには至らなかった。
2003年（平成15年）5月の近鉄劇場公演『Endless Dream～終わりなき夢～』が最終公演となった。解散公演時の団員数は69名であり、5月30日に全劇団員と職員21名が劇団本社に集まって解散式が行われた。全員に解職辞令が渡され、ここに劇団は一時解散を余儀なくされた。
この解散は、近鉄グループのリストラ策、特にレジャー部門見直しの一環であった。なお、解散時の出資比率は近鉄が15%、子会社の近鉄興業が85%である。翌2004年には大阪近鉄バファローズも同様に解散し、あやめ池遊園地と近鉄劇場も閉鎖される。

### 新OSK時代

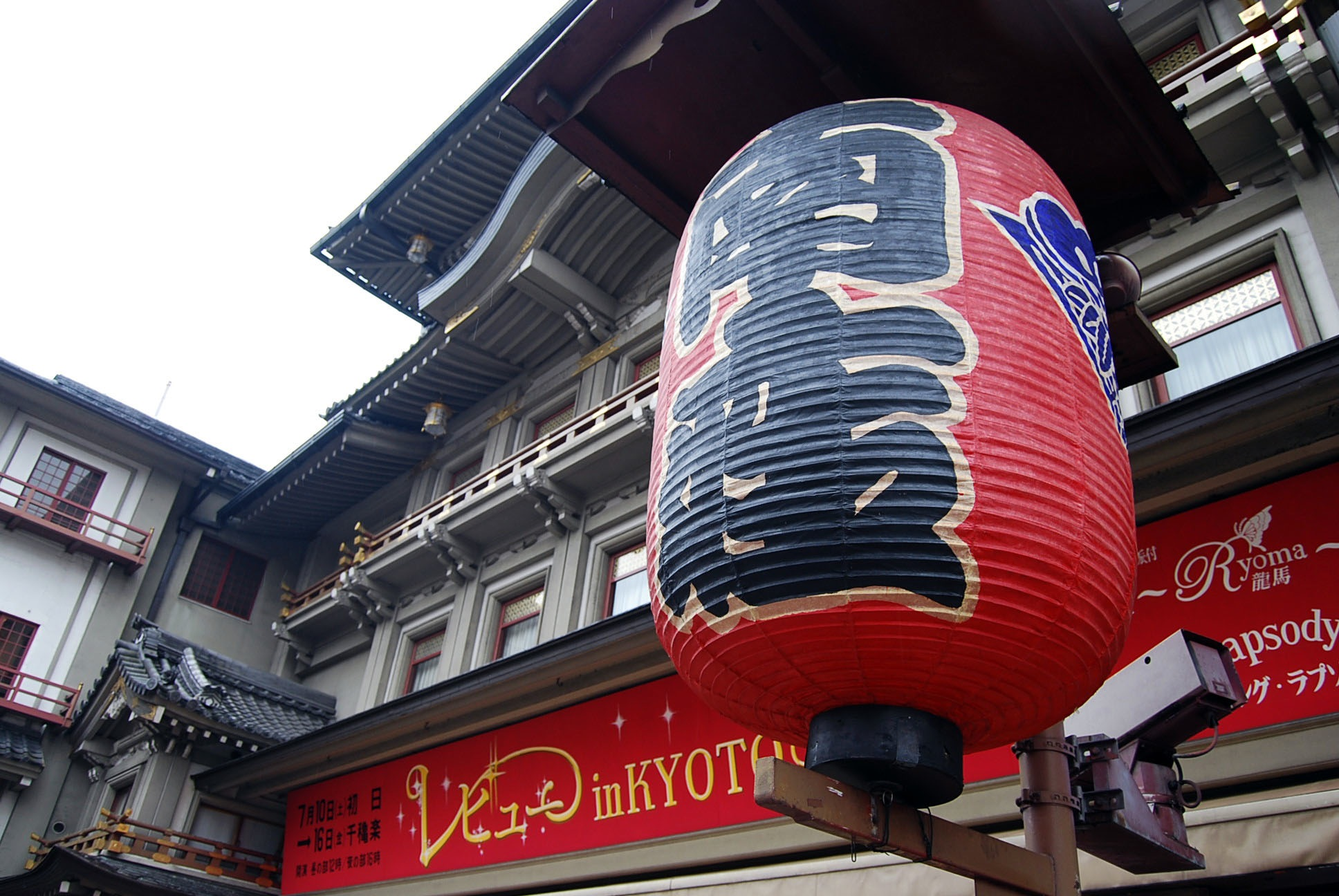
2010年、京都・南座「レビュー in KYOTO」

劇団の「解散」後も団員は存続運動を続け、2003年（平成15年）5月にOSK存続の会の吉津会長、大貴副会長による記者会見が行われ「市民劇団構想」を打ち出す。同年8月にはOSK存続の会による立上げ公演『熱烈歌劇 re-Birth〜OSK復活のススメ〜』が近鉄劇場でおこなわれた。同年9月にはOSK存続の会を支援していた経営コンサルタントを社長とし、残存の団員全員を株主とする「株式会社OSK存続の会」が設立される。近鉄側との話し合いにおいて「OSK存続の会がOSK日本歌劇団の正当な後継者であること」が確認され、同月12日に商標権問題に決着がついたことが、存続の会より公表された。同年9月には劇団付属の研修所を開設し、日本歌劇学校の閉鎖以来途絶えていた新人の育成も再開された。同年12月に松竹座公演『春のおどり』開催が決定した。
2004年（平成16年）4月、大阪松竹座での『春のおどり』公演復活を機に「New OSK日本歌劇団」として旗揚げ。この時点で、近鉄時代から残留した団員は23名（他に研修生が9名）まで激減した。同年7月に近鉄レジャーサービスより正式に名称の使用を認められ、同年10月1日付で会社名も「NewOSK日本歌劇団」に変更した。これに伴い旧劇団時代の衣装・音源などを無償で引き継いでいる。この決着に至るまでの間、「桜咲く国」が歌えない時期があった。
松竹座および小劇場・世界館での定期公演を軸に活動していたが、約20社の企業および約130人の個人による寄付支援はあったものの大きなスポンサーはなく、当初から赤字経営が続いた。法人としてのNewOSK日本歌劇団は、2004年12月期決算で約2500万円、2006年12月期決算では約8400万円の営業赤字であった。その後も状況は改善されず、劇団員への給料の遅配が続いたため、自主再建を断念。大阪地方裁判所に民事再生法による再生手続き開始申請を行い、2007年（平成19年）9月17日付で再生手続き開始の決定が出される。このような中、同年11月、52年ぶりとなる京都四條南座公演『レビュー in KYOTO』が上演された。
その後、吹田市のイベント企画会社ワンズ・カンパニーに事業譲渡され、名称は再び「OSK日本歌劇団」となった。2009年（平成21年）2月に、株式会社として独立した。
OSKの躍進のために、東京での知名度向上が不可欠であるという考えから、2012年（平成24年）に劇団創設90周年を迎え、一連の記念公演の「掉尾を飾る」と銘打ち、日生劇場で「東京では73年ぶり」となる『春のおどり』が上演された。これは、歌舞伎座新築再開場とも時期を合わせ、インパクトのある形で東京公演の本格的再開を企図したものだった。
2013年（平成25年）に、大阪のITコンサルタント企業・ネクストウェアの支援によりマネジメント・マーケティング分野を強化。劇団員自ら販売するチケットの販売実績をベースに、劇場の大きさに沿った団員配置・公演回数を設定するなどITコンサルティングの手法を取り入れ、観客の増加につなげた。また、日本芸術文化振興協会や大阪府の助成事業を手掛けたことに伴いOSK日本歌劇団の収益も大きく改善し、単年度の黒字決算を挙げるまでになった。
2017年（平成29年）1月30日から2月4日にかけ、JTB西日本の主催による訪日外国人向けの日本物レビュー公演「Revue JAPAN」を期間限定で開催したところ好評であったことから、同年12月より、さらに松竹の協賛も得て道頓堀角座で常打ち公演として継続されることとなった。
2018年（平成30年）8月、ネクストウェアと簡易株式交換を行い、完全子会社となった。2020年（令和2年）2月、新型コロナウィルス感染拡大のため、近鉄アート館『愛と死のローマ』が2日間の公演後、翌3日目より上演中止。同年はトップスターの交代及び翌年の創立100周年を控え、松竹座をはじめとした松竹系列大劇場での公演が大々的に計画されていたが、10月までの7か月間にわたり、有観客での公演はすべて中止されたた。当初のマスク不足を受け、劇団員が手作りマスクの全国無料配布や、またインドア型に生活様式が変化した世相に合わせ、youtubeによる動画の無料配信キャンペーン・公式グッズ（DVD、Blue-ray等）のセール販売等による情報発信を継続した。さらに、心斎橋のBrooklyn Parlor大阪に専用スペースを設け、ライブ配信や緻密な映像演出の設備を整えた。
2022年（令和4年）、創立100周年を迎えた。同年1月30日、大阪松竹座で100周年記念式典が盛大に執り行われた。

### 年表

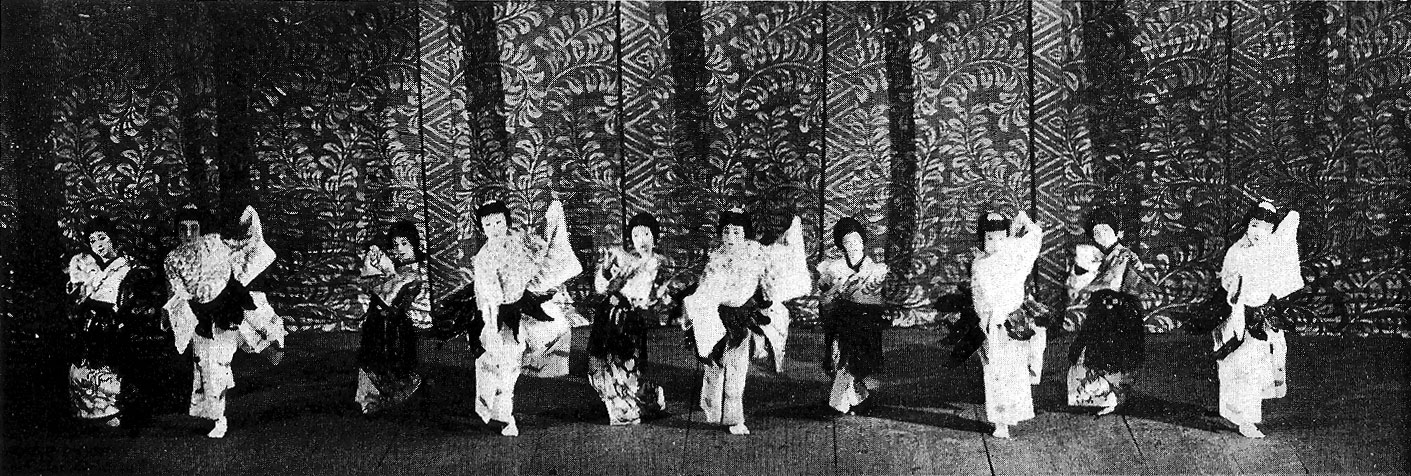
1928年、大阪松竹座の「寿のおどり」

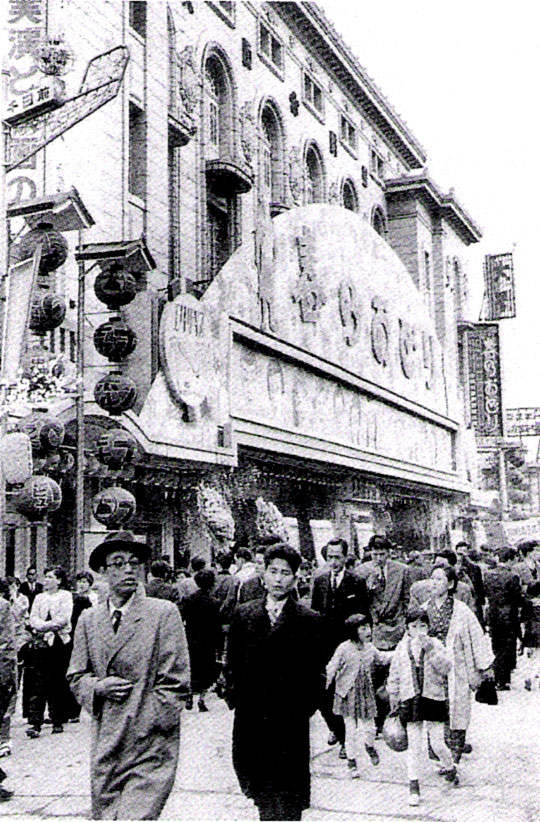
1956年、大阪劇場の「春のおどり」上演中の劇場前

- 1922年（大正11年）4月：大阪・天下茶屋に「松竹楽劇部生徒養成所」として創設[3]。
- 1925年（大正14年）：東京・歌舞伎座でマクレツオワ夫人舞踊公演合同で初の東京公演[138]。
- 1928年（昭和3年）：浅草松竹座で初の東京単独公演「虹のおどり」[138]。
- 1933年（昭和8年）6月16日：桃色争議において「松竹楽劇部」がストライキを決行[36]。
- 1934年（昭和9年）
  - 7月5日：「大阪松竹少女歌劇団（OSSK）」に改称し[42]。
  - 8月1日：千日前・大阪劇場（大劇）[注釈 22]が開場し、同劇場に本拠地を移転[43]。
  - 12月1日：松組・竹組の2班に分けて公演を開始[43]。
- 1941年（昭和16年）5月1日、松竹本社から、千土地建物に運営が移管される[53]
- 1943年（昭和18年）5月20日：「大阪松竹歌劇団(OSK)」に改称[56]。
- 1950年（昭和25年）3月21日：近鉄あやめ池遊園地（奈良県奈良市）で初公演[63][64]。
- 1956年（昭和31年）3月21日：あやめ池遊園地内に円型大劇場が完成[140]、定期公演を開始。
- 1957年（昭和32年）
  - 7月1日[77]：千土地興行株式会社と近畿日本鉄道が共同で[78]資本金1000万円の「株式会社大阪松竹歌劇団」を設立し[77]、松竹本社から分離独立[77]。
  - 7月：旧・「あやめ池温泉場・自然博物館」に「大阪松竹歌劇団音楽学校」を移転[80]。
  - この年封切りのハリウッド映画アカデミー賞作品『サヨナラ』劇中劇に劇団員多数出演。
- 1963年（昭和38年）
  - 3月3日：午前2時半ごろ、高さ約4.85mの宙吊り舞台が落下し、踊り子43名とスタッフ1名の重軽傷を負う事故が発生[85]。
  - 8月：「日本歌劇団（NKD）」に改称[87]。
- 1967年（昭和42年）：「春のおどり」を最後に大阪劇場を離れ、奈良市の近鉄あやめ池遊園地の円型大劇場に本拠地を移転[98]。
- 1971年（昭和46年）：近畿日本鉄道が子会社化して「OSK日本歌劇団」（株式会社日本歌劇団）となる。朝日放送が経営に参加。
- 1978年（昭和53年）4月：日本歌劇学校があやめ池遊園地へ再移転[141]。
- 1982年（昭和57年）7月：阿倍野アポロビルに本社事務所と稽古場を移転[142]。
- 1987年（昭和62年）
  - 近鉄劇場公演開催。大阪中心部での本格的な活動を再開。
  - 5 - 6月：NHK銀河テレビ小説『わが歌ブギウギ』放送。現役団員2名出演。
- 1988年（平成元年）2月5日：東大阪市高井田元町に本社事務所が完成[143]。
- 1992年（平成4年）：創立70周年を記念し、東京公演を再開。
- 1995年（平成7年）：千土地興行の後身・日本ドリーム観光を吸収合併して以来株主だったダイエーが撤退。
- 2001年（平成13年）：74期生の卒業をもって日本歌劇学校が休校。
- 2002年（平成14年）6月：近鉄から支援打ち切りと翌年解散の通告。団員有志により「OSK存続の会」が結成。
- 2003年（平成15年）
  - 5月：近鉄劇場にて最終公演『Endless Dream』をもって解散。
  - 8月：「存続の会」が近鉄劇場にて『熱烈歌劇 re-BIRTH』上演、10月たけふ菊人形公演等、活動を継続。
- 2004年（平成16年）
  - 4月：「NewOSK日本歌劇団」として旗揚げ。66年ぶりに大阪松竹座にて『レビュー 春のおどり』上演[注釈 23]。
  - 10月1日：「存続の会」が正式に名称を「NewOSK日本歌劇団」に改称[広報 4]。
- 2007年（平成19年）
  - 民事再生手続きを開始し、劇団は譲渡されてワンズカンパニーの傘下になる[129]。名称は再び「OSK日本歌劇団」に改称[128]。
  - 11月：52年ぶりに京都南座で公演を開催[128]。
- 2009年（平成21年）
  - 株式会社OSK日本歌劇団として独立[130]。
  - 7月：劇団公式サイトにて劇団員ブログを開始[広報 5]。
- 2011年（平成23年）9月：東京（三越劇場）にて8年ぶりの公演[144]。
- 2012年（平成24年）4月：創立90周年記念として大阪松竹座、京都南座、東京日生劇場（2013年春）で公演[145]。
- 2013年（平成25年）
  - LINEにて情報配信を開始。
  - 7月：ニコニコチャンネルにOSK日本歌劇団チャンネルを開設。
- 2014年（平成26年）
  - 8月：東京・新橋演舞場にて『レビュー 夏のおどり』を上演。東京公演を本格的に再開[広報 6]。
  - 9月：特別専科が設立され、緋波亜紀が移籍第1号となる[広報 7]。
- 2015年（平成27年）2月：ニコニコ生放送で舞台生中継を開始[広報 8]。
- 2018年（平成30年）8月：簡易株式交換により、株式会社OSK日本歌劇団はネクストウェアの完全子会社となる。
- 2020年（令和2年）8月：大阪中心部に常設スペース「OSK Revue Café in Brooklyn Parlor OSAKA」を開場[広報 9]。
- 2023年（令和5年）10月 - ：NHK連続テレビ小説『ブギウギ』放送。メインキャストの翼和希以下、劇団員約30名出演[広報 10][広報 11]。

## 公演

### 松竹時代
- 春のおどり - 大阪劇場3月興行。松竹映画併映
- 夏のおどり - 大阪劇場7月興行。松竹映画併映
- 秋のおどり - 大阪劇場10月興行。松竹映画併映（別途浅草国際劇場等にてSKDとの合同公演もあり）

### 独立株式会社時代
上記の三大おどりに加え、地方公演を実施。
- 1922年（大正11年）
  - 「時の踊り」（中之島公会堂）[146]
- 1923年（大正12年）
  - 「アルルの女」・「時の経過」・「シンフォニー」（京都南座）[146]（※第1回公演[3]）
  - 「アルルの女」（大阪松竹座）[146]（※大阪松竹座こけら落とし公演[146]）
  - 「ミニヨネット」・「寂しき禱」・「セレナーデ・エスパニョール」（大阪松竹座）[146]
  - 「千鳥」（大阪松竹座）[146]
  - 「雨」・「昔のお手まり」・「時の経過」（大阪松竹座）[146]
  - 「シンフォニー」（大阪松竹座）[146]
  - 「ある幻想」（大阪松竹座）[146]
  - 「地上の勝利」（大阪松竹座）[146]
  - 「五麗春」・「ミリタリー・マーチ」・「誘惑」（大阪松竹座）[146]
  - 「木の兵隊さん」・「秋暮る々」・「村のエピソード」・「クリスマス・イヴ」（大阪松竹座）[146]
- 1924年（大正13年）
  - 「白鳥の湖」・「ピエロの一夜」（大阪松竹座）[146]
  - 「大姫乱曲」・「都にて」・「春」・「死」（大阪松竹座）[146]
  - 「惜春の賦」（大阪松竹座）[146]
  - 「千鳥」（大阪松竹座）[146]
  - 「森の精」・「ユーモレスク」・「ポリツシュ・ダンス」（大阪松竹座）[138]
  - 「シレエネの唄」（大阪松竹座）[138]
  - 「草人」（大阪松竹座）[138]
  - 「影」（大阪松竹座）[138]
  - 「雨乞」（大阪松竹座）[138]
  - 「村の勇者」（大阪松竹座）[138]
  - 「猫」・「アンニーローリー」・「つばめ」（大阪松竹座）[138]
  - 「秋」（大阪松竹座）[138]
  - 「サルタンの死」（大阪松竹座）[138]
  - 「夢の浮橋」（大阪松竹座）[138]
  - 「火の鳥」（大阪松竹座、マクレツオワ夫人舞踊公演合同）[138]
  - 「シルフィールド」（大阪松竹座、マクレツオワ夫人舞踊公演合同）[138]
- 1925年（大正14年）
  - 「火の鳥」（京都松竹座、マクレツオワ夫人舞踊公演合同）[138]
  - 「春季公演」（神戸松竹劇場）[138]
  - 「幻想」・「白鳥の湖」・「草人」・「火の鳥」（東京歌舞伎座、マクレツオワ夫人舞踊公演合同）[138]
  - 「春風怒」（大阪松竹座）[138]
  - 「ワルツ」・「悲曲」・「たわむれ」・「僧房夢」（大阪松竹座）[138]
  - 林長三郎と「蜂」（大阪松竹座）[138]
  - 「梨」・「ノエル・エ・ヴラン」（大阪松竹座）[138]
  - 「秋」（大阪松竹座）[138]
  - 「クリスマス・プレゼント」（大阪松竹座）[138]
- 1926年（大正15年）
  - 「ピエロの恋」（大阪松竹座）[138]
  - 「祭の夜」（大阪松竹座）[138]
  - ベートーベン200年祭「記念舞踊」（大阪松竹座）[138]
  - 「ジャズ・ダンス」（大阪松竹座）[138]
  - 「春のおどり 花ごよみ」（京都松竹座・大阪松竹座）[138]
  - 「海」（大阪松竹座）[138]
  - 「ガクゲキ舞踊」（大阪角座）[138]
  - 「玉筐両浦島」（大阪松竹座）[138]
  - 「青い鳥」（大阪松竹座）[138]
  - 「楽劇舞踊三種」（大阪松竹座）[138]
- 1927年（昭和2年）
  - 「世界すごろく」（大阪松竹座・神戸松竹座）[138]
  - 「カレッヂ・ライフ」（神戸松竹座）[138]
  - 「サーバント俱楽部」（神戸松竹座・大阪松竹座）[138]
  - 「春のおどり」（大阪松竹座・神戸松竹座・京都松竹座）[138]
  - 「日本八景おどり」（大阪松竹座・神戸松竹座・京都松竹座・名古屋松竹座）[138]
  - 「菊のおどり」（大阪松竹座）[138]
  - 「お正月とクリスマス」（大阪松竹座）[138]
- 1928年（昭和3年）
  - 「お正月とクリスマス」（名古屋松竹座）[138]
  - 「松竹座ダンス」（大阪松竹座・神戸松竹座）[138]
  - 「春のおどり」（大阪松竹座・神戸松竹座・京都松竹座・名古屋松竹座）[138]
  - 「オー・マイ紐育」（大阪松竹座）[138]
  - 「寿のおどり」（大阪松竹座・名古屋松竹座・京都松竹座）[138]
  - 「虹のおどり」（浅草松竹座）[138]
  - 「ジャズバンド・ダンス」（京都松竹座）[138]
  - 「奉祝行列」（大阪松竹座・京都松竹座・神戸松竹座・名古屋松竹座・大阪松竹座）[138]
  - 「奉祝行列」（浅草松竹座、東京松竹楽劇部合同）[138]
  - 「彼女は踊る」（浅草松竹座、高田舞踊団合同）[138]
- 1929年（昭和4年）
  - 「松竹座ダンス」（浅草松竹座、東京松竹楽劇部合同）[138]
  - 「松竹座ダンスとジャズバンド」（名古屋松竹座・神戸松竹座）[138]
  - 「彼女は踊る」（大阪松竹座・京都松竹座・名古屋松竹座、高田舞踊団合同）[138]
  - 「松竹座ダンス」（浅草松竹座・大阪松竹座）[138]
  - 「君恋し」（浅草松竹座・神戸松竹座・京都松竹座）[138]
  - 「春のおどり」（大阪松竹座・京都松竹座・名古屋松竹座）[138]
  - 「慶安二刀流」（浅草松竹座・大阪松竹座・神戸松竹座・名古屋松竹座、月形龍之介一座合同）[138]
  - 「開国文化」（浅草松竹座）[138]
  - 「カレッヂ・ライフ」（浅草松竹座・名古屋松竹座・京都松竹座）[138]
  - 「夏のおどり 海」（大阪松竹座・京都松竹座・神戸松竹座）[138]
  - 「地獄のドンファン」（大阪松竹座・神戸松竹座・京都松竹座・名古屋松竹座・浅草松竹座・新宿松竹座、岡田時彦主演）[138]
  - 「新宿行進曲」（新歌舞伎座、東京松竹楽劇部合同）[138]
  - 「海」（新宿松竹座・浅草松竹座）[138]
  - 「新聞時代」（新宿松竹座・浅草松竹座、東京松竹楽劇部合同）[138]
  - 「松竹座ダンス」（京都松竹座・大阪松竹座）[147]
  - 「おどりの日本」（神戸松竹座・大阪松竹座）[147]
  - 「カレッヂ行進曲」（大阪松竹座）[147]
- 1930年（昭和5年）
  - 「モンゴールの王子」（大阪松竹座・京都松竹座、上山草人主演）[147]
  - 「モンゴールの王子」（浅草松竹座・新宿松竹座・名古屋松竹座、上山草人主演・東京松竹楽劇部合同）[147]
  - 「おどりの日本」（京都松竹座・名古屋松竹座・浅草松竹座・新宿松竹座）[147]
  - 「松竹座ダンス」（大阪松竹座・神戸松竹座・京都松竹座・名古屋松竹座）[147]
  - 「進軍」（大阪松竹座・神戸松竹座、鈴木伝明主演）[147]
  - 「春のおどり」（大阪松竹座・京都松竹座・名古屋松竹座・神戸松竹座）[147]
  - 「心斎まつり」（大阪松竹座）[147]
  - 「松竹座バラエティ」（京都松竹座）[147]
  - 「松竹大レヴュウ」（大阪松竹座・神戸松竹劇場）[147]
  - 「アルルの女」・「近代見世物風景」・「ジュジュ」・「虎」・「松竹大レヴュウ」（東京劇場、東京松竹楽劇部合同）[147]
  - 「日露合同レヴュウ」（京都松竹座）[147]
  - 「おもて浦島」・「ジャズ・パレード」・「夏と海と女」・「パリのヴオードビル」・「牛若丸」・「松竹大レヴュウ」（東京劇場、東京松竹楽劇部合同）[147]
  - 「夏と海と女」（京都松竹座）[147]
  - 「民謡の旅」（大阪松竹座・京都松竹座）[147]
  - 「シャラバン」（大阪松竹座）[147]
  - 「親爺教育・Xマスプレゼント」・「今年の東京十二ヶ月」・「シャラバン」・「ヴアニティ・フェア」（東京劇場、東京松竹楽劇部合同）[147]
- 1931年（昭和6年）
  - 「松竹大レヴュウ」（名古屋松竹座）[147]
  - 「ヴアニティ・フェア」（大阪松竹座）[147]
  - 「ミス・京都」（京都松竹座）[147]
  - 「娘商売往来」（大阪松竹座・京都松竹座）[147]
  - 「春のおどり」（大阪松竹座・京都松竹座）[147]
  - 「ドロ100パーセント」・「緑の帝都」・「娘商売往来」・「春のおどり 八つの宝玉」（東京劇場、東京松竹楽劇部合同）[147]
  - 「大学の屋根の下」（大阪松竹座）[147]
  - 「真夏の夜の夢」・「エンヤコラ行進曲」・「ウービーランド」・「女心を誰か知る」・「夏」（東京劇場、東京松竹楽劇部合同）[147]
  - 「女性王国万歳」（大阪松竹座・京都松竹座・名古屋松竹座）[147]
  - 「秋のおどり」（名古屋松竹座）[147]
  - 「松竹大レヴュウ」（大阪角座）[147]
- 1932年（昭和7年）
  - 「春のおどり」（大阪松竹座・京都松竹座・神戸松竹座・名古屋松竹座）[147]
  - 「べら・ふらんか」（大阪松竹座・京都松竹座）[147]
  - 「秋のおどり」（大阪松竹座・京都松竹座・名古屋松竹座）[147]
- 1933年（昭和8年）
  - 「初春レヴュウ」（名古屋松竹座）[147]
  - 「松竹大レヴュウ」（大阪歌舞伎座）[147]
  - 「ビューティー・ランド」（名古屋松竹座）[147]
  - 「歌舞伎のおどり」（大阪歌舞伎座）[147]
  - 「メリーゴラウンド」（大阪松竹座、東京松竹楽劇部合同）[147]
  - 「青夜調」（大阪歌舞伎座）[147]
  - 「秋のおどり 女鳴神」（大阪松竹座）[147]
- 1934年（昭和9年）
  - 「踊る一九三四年」（大阪松竹座・京都松竹座）[147]
  - 「春のおどり」（大阪松竹座・京都松竹座）[147]
  - 「カイエ・ダムール」（※大阪劇場第1回公演）[147]
  - 「青春の花束」（大阪劇場）[147]
  - 「秋のおどり 七草まつり」（大阪劇場）[147]
  - 「俺は水兵」（大阪劇場）[147]
  - 「顔見世狂言」（大阪劇場）[147]
- 1935年（昭和10年）
  - 「ジャズ日本」（大阪劇場）[147]
  - 「薔薇の乙女」（大阪劇場）[147]
  - 「青い鳥」（大阪劇場）[147]
  - 「第10回春のおどり さくら祭り」（大阪劇場）[147]
  - 「第1回大阪おどり」（大阪劇場）[147]
  - 「江戸歌舞伎 夏のおどり」（大阪劇場）[147]
  - 「ぱれいど・らむうる」（大阪劇場）[147]
  - 「アベック・トア」（大阪劇場）[147]
  - 「ネズミ合戦」（大阪劇場）[147]
- 1936年（昭和11年）
  - 「踊る忠臣蔵」（大阪劇場）[147]
  - 「第11回春のおどり さくら娘」（大阪劇場）[147]
  - 「第2回大阪おどり」（大阪劇場）[147]
  - 「ハッピー・フェロー」（大阪劇場）[147]
  - 「ふるさとの唄」（大阪劇場）[147]
  - 「ベラ・エスパニア」（大阪劇場）[147]
- 1937年（昭和12年）
  - 「弥次喜多 小唄道中・京大阪の巻」（大阪劇場、青春座と合同）[147]
  - 「いびし絵草紙」（大阪劇場）[147]
  - 「（第12回）春のおどり 櫻咲く國」（大阪劇場）[148]
  - 「輝く神風」（大阪劇場）[148]
  - 「青春タップ列車」（大阪劇場）[148]
  - 「怪談レビュウ 七夕燈籠」（大阪劇場）[148]
  - 「島の勇士」（大阪劇場・市川小平太一座と合同公演）[148]
  - 「バラライカ」（大阪劇場）[148]
  - 「秋のおどり 輝く艦隊」（大阪劇場）[148]
- 1938年（昭和13年）
  - 「春のレビュウ 愛国行進曲」（大阪松竹座）[148]
  - 「（第13回）春のおどり 日本むすめ」（大阪松竹座）[148]
  - 「大劇おどり」（大阪劇場）[148]
  - 「るりいろの花」（大阪劇場）[148]
  - 「心のふるさと」（大阪劇場）[148]
  - 「シネ・ベランダ」（大阪劇場・松竹楽劇団と合同公演）[148]
  - 「秋のおどり」・「ラッキー・ゴーズ・ラウンド」・「世界に告ぐ」（国際劇場・東京松竹歌劇と合同公演）[148]
  - 「ミュージック・パレード」（大阪劇場・松竹楽劇団と合同公演）[148]
- 1939年（昭和14年）
  - 「世界に告ぐ 第二部」（大阪劇場）[148]
  - 「（第14回）春のおどり」（大阪劇場）[148]
  - 「少年斥候兵」・「ホテルモコ」・「国際おどり」（国際劇場・東京松竹歌劇と合同公演）[148]
  - 「祭り大レビュウ まつり日本」（大阪劇場・東京松竹少女歌劇と合同公演）[148]
  - 「翼の友情」（大阪劇場）[148]
  - 「青空の大合唱」（大阪劇場）[148]
  - 「三輪の里唄 入鹿誅伐」（大阪劇場・関西歌舞伎花形と合同公演）[148]
  - 「忠臣蔵」（大阪劇場）[148]
- 1940年（昭和15年）
  - 「輝く日本」（大阪劇場）[148]
  - 「踊る青春」（大阪劇場・東京松竹少女歌劇と合同公演）[148]
  - 「第15回春のおどり」（大阪劇場）[148]
  - 「レッドランタン」（大阪劇場）[148]
  - 「竜宮城」（大阪劇場・市川小平太一座と合同公演）[148]
  - 「蛇姫様」（大阪劇場）[148]
  - 「松竹ショウ 銃後の秋」（大阪劇場）[148]
  - 「秋のおどり 南太平洋」（大阪劇場）[148]
  - 「浪速女」（大阪劇場）[148]
  - 「光の祭典」（大阪劇場）[148]
  - 「大劇まつり」（大阪劇場）[148]
- 1941年（昭和16年）
  - 「又一歌舞伎 おどり供養」（大阪劇場）[148]
  - 「戦陣訓」（大阪劇場）[148]
  - 「第16回 春のおどり」（大阪劇場）[148]
  - 「海の日本」（大阪劇場）[148]
  - 「踊る色彩」（大阪劇場）[148]
  - 「夏のおどり」（大阪劇場）[148]
  - 「ドイツ酒場の娘」（大阪劇場）[148]
  - 「秋のおどり」（大阪劇場）[148]
  - 「星座のワルツ」（大阪劇場）[148]
  - 「花と蜜蜂」（大阪劇場）[148]
  - 「蘇州の夜」（大阪劇場）[148]
- 1942年（昭和17年）
  - 「日本の暁雲」（大阪劇場）[148]
  - 「紅薔薇」（大阪劇場）[148]
  - 「第17回 春のおどり」（大阪劇場）[148]
  - 「海の凱歌」（大阪劇場）[148]
  - 「若き日の面影」（大阪劇場）[148]
  - 「そよ風吹けば」（大阪劇場）[148]
  - 「南の曙」（大阪劇場）[148]
  - 「夏のおどり」（大阪劇場）[148]
  - 「牡丹燈籠」（大阪劇場）[148]
  - 「秋のおどり」（大阪劇場）[148]
  - 「新編 かぐや姫」（大阪劇場）[148]
  - 「冬のおどり」（大阪劇場）[148]
- 1943年（昭和18年）
  - 「熱砂に咲く花」（大阪劇場）[148]
  - 「第18回 春のおどり」（大阪劇場）[148]
  - 「新太閤記」（大阪劇場）[148]
  - 「幽霊出陣」（大阪劇場）[148]
  - 「決戦日本 夏のおどり」（大阪劇場）[148]
  - 「起ち上る印度」（大阪劇場）[148]
  - 「大東亜共栄圏 秋のおどり」（大阪劇場）[148]
  - 「十一月の歌」（大阪劇場）[148]
  - 「冬のおどり」（1943年）
- 1944年（昭和19年）
  - 「海と軍艦旗」（大阪劇場）[148]
  - 「戦士に捧ぐ 必勝さくら」（大阪劇場）[148]
- 1945年（昭和20年）
  - 「神鷲賛歌」（大阪劇場）[148]
  - 「新舞踊劇 正行」（大阪劇場）[148]
  - 「桃太郎」（大阪劇場）[148]
  - 「必勝歌」（大阪劇場）[148]
  - 「歌劇 猿飛佐助」（大阪劇場）[148]
  - 「喜歌劇 花嫁合戦」（大阪松竹座）[148]
  - 「元気で明るく」（大阪松竹座）[148]
  - 「舞踊劇 討入の夜」（大阪松竹座）[148]
  - 「舞踊劇 忠信奮戦」（大阪松竹座）[148]
  - 「夏まつり」（大阪劇場）[148]
  - 「秋のおどり」（大阪劇場）[148]（9月19日開演[148]、※戦後、最初の公演）
  - 「音楽手帳」（大阪劇場）[148]
  - 「レビュウ・ニッポン」（大阪劇場）[148]
  - 「ジャズ・アルバム」（大阪松竹座）[148]
  - 「恋の大レビュウ 二つの星」（大阪劇場）[148]
- 1946年（昭和21年）
  - 「プレゼント・ショウ」（大阪劇場）[148]
  - 「ラ・ボンバ」（大阪劇場）[148]
  - 「喜歌劇 スプリング・タイム」（大阪劇場）[148]
  - 「春のおどり」（大阪劇場）[148]
  - 「夏のおどり」（大阪劇場）[148]
  - 「秋のおどり」（大阪劇場）[148]
  - 「踊る秋月・芦原」（大阪劇場）[148]
- 1947年（昭和22年）
  - 「春のおどり」（大阪劇場）[149]
  - 「安南の悲歌」（大阪劇場）[149]
  - 「夏のおどり」（大阪劇場）[149]
  - 「黒薔薇君が胸に」（大阪劇場）[149]
  - 「秋のおどり」（大阪劇場）[149]
- 1948年（昭和23年）
  - 「春のおどり」（大阪劇場）[149]
  - 「緑のカーニバル」（国際劇場・東京松竹歌劇と合同公演）[149]
  - 「夏のおどり」（大阪劇場）[149]
  - 「第1回大劇ショウ 懐かしのボレロ」（大阪劇場）[149]
  - 「OSK行進曲」・「バラ色遊覧船」・「秋のおどり」（京都南座）[149]
- 1949年（昭和24年）
  - 「春のおどり」（大阪劇場）[149]
  - 「水のおどり」（大阪劇場）[149]
  - 「パインアップル」（大阪劇場）[149]
  - 「秋のおどり」（大阪劇場・東京松竹歌劇と合同公演）[149]
  - 「キング・オブ・レビュウ」（大阪劇場）[149]
- 1950年（昭和25年）
  - 「三つの幸福」（大阪劇場・東京松竹歌劇と合同公演）[149]
  - 「春のおどり」（大阪劇場）[149]
  - 「春のおどり」（あやめ池大劇場）[149]（※近鉄あやめ池遊園地第1回公演）
  - 「珊瑚礁の闘魚」（大阪劇場）[149]
  - 「黒薔薇の騎士」（国際劇場・東京松竹歌劇団と合同公演）[149]
  - 「ナイルの情炎」（大阪劇場）[149]
  - 「夏のおどり」（大阪劇場）[149]
  - 「歌舞伎おどり」（大阪劇場）[149]
  - 「秋のおどり」（大阪劇場）[149]
  - 「レヴュウ忠臣蔵」（大阪劇場）[149]
- 1951年（昭和26年）
  - 「テキサス・ロード」（大阪劇場）[149]
  - 「春のおどり」（大阪劇場）[149]
  - 「観光春のおどり」（あやめ池）[149]
  - 「第2回歌舞伎おどり」（大阪劇場）[149]
  - 「秋のおどり」（大阪劇場）[149]
  - 「踊る盗賊」（大阪劇場）[149]
- 1952年（昭和27年）
  - 「裸島の一族」（あやめ池）[149]
  - 「ワン・スリー・ラブソング」（大阪劇場・東京松竹歌劇団と合同公演）[149]
  - 「春のおどり」（大阪劇場）[149]
  - 「夏のおどり」（大阪劇場）[149]
  - 「歌舞伎おどり」（大阪劇場）[149]
  - 「秋のおどり」（大阪劇場）[149]
  - 「大仏開眼」（あやめ池）[149]
  - 「大仏開眼」（大阪劇場）[149]
- 1953年（昭和28年）
  - 「春のおどり おもちゃの世界」（あやめ池）[149]
  - 「マンボ合戦」（大阪劇場）[149]
  - 「春のおどり」（大阪劇場）[149]
  - 「秋のおどり」（大阪劇場）[149]
  - 「秋のおどり 浦島太郎の冒険」（あやめ池）[149]
- 1954年（昭和29年）
  - 「春のおどり トンキー物語」（あやめ池）[149]
  - 「春のおどり」（大阪劇場）[149]
  - 「大劇おどり」（京都南座）[149]
  - 「踊る祭典」（国際劇場・東京松竹歌劇団と合同公演）[149]
  - 「秋のおどり 白菊の騎士」（あやめ池）[149]
- 1955年（昭和30年）
  - 「金色の羽衣」・「ハッピー・サンライズ」（あやめ池）[149]
  - 「春のおどり」（大阪劇場）[149]
  - 「春のおどり 港のロマンス」（あやめ池）[149]
  - 「楊貴妃」（大阪劇場）[149]
  - 「ブルー・ダニユーブ」・「楊貴妃物語」・「夏のおどり」（京都南座）[149]
  - 「夏のおどり」（大阪劇場）[149]
  - 「秋のおどり」（大阪劇場）[149]
  - 「秋のおどり 続・白菊の騎士」（あやめ池）[149]
- 1956年（昭和31年）
  - 「春のおどり」（大阪劇場）[149]
  - 「春のおどり 三本の柱・百万人の花嫁」（※あやめ池円型大劇場杮落とし公演）[149]
  - 「迷い子殿様」・「拳銃とパンと恋」（あやめ池円型大劇場）[149]
  - 「夏のおどり 四谷怪談」（大阪劇場）[149]
  - 「緑のこだま」・「サンマー・ホリデイ」（あやめ池円型大劇場）[149]
  - 「忠臣蔵」（あやめ池円型大劇場）[149]
  - 「秋のおどり」（大阪劇場）[149]
- 1957年（昭和32年）
  - 「異国の春場所」・「ハッピー・コケコッコー」（あやめ池円型大劇場）[149]
  - 「春のおどり」（大阪劇場）[149]
  - 「春のおどり 氷河のロマンス」（あやめ池大劇場）[149]
  - 「大江戸退屈男」（大阪劇場）[149]（※松竹直営による最終公演[150]）

### 株式会社大阪松竹歌劇団時代
- 1957年（昭和32年）
  - 「新会社第1回公演 夏のおどり」（大阪劇場）[149]
  - 「夏のおどり 色彩の世界」（あやめ池大劇場）[149]
  - 「秋のおどり 出世太閤記」（あやめ池大劇場）[149]
  - 「秋のおどり」（大阪劇場）[149]
  - 「独立編成記念 OSKオールスターまつり」（あやめ池大劇場）[149]
- 1958年（昭和33年）
  - 「初恋恋愛双六」・「ラッキー・ニュー・イヤー」（あやめ池円型大劇場）[149]
  - 「春のおどり」（大阪劇場）[149]
  - 「春のおどり 平和の歌」（あやめ池大劇場）[149]
  - 「夏のおどり」（大阪劇場）[149]
  - 「夜の階段」・「久米寺縁起」（あやめ池円型大劇場）[149]
  - 「秋のおどり ワンダフル日本」（あやめ池大劇場）[149]
  - 「OSKオールスターまつり」（あやめ池大劇場）[149]
- 1959年（昭和34年）
  - 「皇太子御成婚 慶祝舞踊寿の松」・「ロビンフッドの冒険」（あやめ池円型大劇場）[149]
  - 「（第34回）春のおどり」（大阪劇場）[149]
  - 「春のおどり 七彩の電波」（あやめ池大劇場）[149]
  - 「夏のおどり 花の凱旋門」（大阪劇場・あやめ池大劇場）[149]
  - 「民謡道中」・「秘聞牡丹燈籠」（あやめ池円形大劇場）[149]
  - 「世界民謡めぐり・秋のおどり」（大阪劇場）[149]
  - 「秋のおどり 猿飛佐助」（あやめ池大劇場）[149]
- 1960年（昭和35年）
  - 「松と竹」・「ぼん様と花かんざし」・「おらんだ正月」（あやめ池円型大劇場）[149]
  - 「春のおどり」（大阪劇場）[149]
  - 「春のおどり 歌ありて夢ありて」（あやめ池大劇場）[149]
  - 「夏のおどり」（大阪劇場）[149]
  - 「阿波おどり 三度笠」・「夏のおどり」（あやめ池）[87]
  - 「秋のおどり 水戸黄門」（あやめ池）[87]
  - 「秋のおどり 日本の太鼓」（大阪劇場）[87]
- 1961年（昭和36年）
  - 「春のおどり」（大阪劇場）[87]
  - 「春のおどり 花くらべ西遊記」（あやめ池）[87]
  - 「夏のおどり」（大阪劇場）[87]
  - 「秋のおどり 赤い月夜の決斗」（あやめ池）[87]
  - 「秋のおどり」（大阪劇場）[87]
- 1962年（昭和37年）
  - 「春のおどり」（大阪劇場）[87]
  - 「春のおどり 美女とアリババ」（あやめ池）[87]
  - 「夏のおどり」（大阪劇場）[87]
  - 「秋のおどり 太閤記」（あやめ池）[87]
  - 「秋のおどり」（大阪劇場）[87]
- 1963年（昭和38年）
  - 「世界に見せる春のおどり」（大阪劇場）[87]
  - 「春のおどり とんだりはねたり世界の旅」（あやめ池）[87]

### 日本歌劇団時代
あやめ池公演
春・夏・秋に実施。（夏季は実施されない年度もあり）
近鉄劇場公演
春に特別公演を実施。劇団員の初舞台公演
- 1963年（昭和38年）
  - 「秋のおどり 世紀の祝典」（大阪劇場）[151]（改名記念[152]）
- 1964年（昭和39年）
  - 「（第39回）春のおどり」（演出：永六輔・音楽：中村八大）[153]
  - 「春のおどり マジック千一夜」（構成·演出·振付：飛鳥亮）[153]
  - 「秋のおどり ジャンプ・ジャンプ・ジャンプ」（作・演出：横澤秀雄）[154]
- 1965年（昭和40年）
  - 「（第40回）春のおどり」（1965年）作・演出：横澤秀雄
  - 「春のおどり 世界の楽園」（1965年）作・演出：飛鳥亮
  - 「秋のおどり 夢の回転木馬」（あやめ池）[155]
- 1966年（昭和41年）
  - 「春のおどり 夢の狸御殿-天国と地獄の巻」[156]
  - 「春のおどり 花とラテンの饗宴」（作・演出：津山啓二）[157]
  - 「秋のおどり」（1966年）
  - 「秋のおどり 華麗なる休日」（あやめ池円型大劇場）[158]
- 1967年（昭和42年）
  - 「（第42回）春のおどり 夢のファンタジア」（1967年）作・演出：飛鳥亮（※大阪劇場最終公演）
  - 「春のおどり 15場」（あやめ池円型大劇場）[159]
- 1968年（昭和43年）
  - 「グランドレビュー 春のおどり」（あやめ池円型大劇場）[160]
  - 「ジャックと豆の木」（あやめ池円型大劇場）[161]
- 1969年（昭和44年）
  - 「春のおどり 二十景」（あやめ池円型大劇場）[162]
- 1970年（昭和45年）
- 「春のおどり ニッポンバンザイ」（構成・演出：山本紫朗）[要出典]
- 1971年（昭和46年）
- 「春のおどり ハートで歌おう」（作・演出：宮本正吉）[要出典]
- 1972年（昭和47年）
  - 「春のおどり 栄光のバラード」[163]
- 1973年（昭和48年）
- 「グランド・レビュー 春のおどり」（作・演出：花柳芳十郎・山田卓）[要出典]
- 1974年（昭和49年）
- 「春のおどり クィン・オブ・バイキング」（作・演出：原彰）[要出典]
- 1975年（昭和50年）
- 「春のおどり 日本のうた」（1975年）作・演出：津山啓二[要出典]
- 1976年（昭和51年）
- 「春のおどり ラブ・イン・ザ・サーカス」（1976年）作・演出：津山啓二[要出典]
- 1977年（昭和52年）
  - 「春のおどり シンデレラ・パリ」（作・演出：津山啓二）[164]（※再演：1990年[165], 2012年）
- 1978年（昭和53年）
  - 「春のおどり 虹いろのハネムーン」[163]
  - 「秋のおどり 華麗なる黄金絵巻」[163]
- 1979年（昭和54年）
  - 「春のおどり 愛のメモリアル」[163]
  - 「夏のおどり かぐや姫とスペースヒーロー」[163]
- 1980年（昭和55年）
  - 「春のおどり 吉野のさくら／夢みるブロードウェイ」[163]
- 「夏のおどり 翔べ孫悟空」（作・演出：竹本浩三）[要出典]
- 「秋のおどり シルクロードファンタジー すいれんの旅」[要出典]
- 1981年（昭和56年）
  - 「春のおどり 太陽と星のラプソディ」[163]
- 1982年（昭和57年）
  - 「春のおどり 花と光の舞踏会」[163]
  - 「夏のおどり 妖精三銃士」（作・演出：吉峯暁子）[166]
- 1983年（昭和58年）
- 「春のおどり スーパースター誕生 愛の宇宙交響曲」（作・演出：仲川利久）[要出典]
  - 「秋のおどり シルクロード・ファンタジー まんだら絵巻」[167]
- 1984年（昭和59年）
  - 「春のおどり グランド・レビュー 新作・狸御殿・春らんまん」（作・演出：河上五郎）[168]
  - 「秋のおどり ジンギスカン」（総指揮：片岡我當、作・演出：香村菊雄）（※あやめ池100公演達成記念作品）[169]
- 1985年（昭和60年）
  - 「ダンシング・スピリッツ」（作・演出：高井憲）[170]
  - 「アイ・ガット・レビュー」（作・演出：吉峯暁子）[171]
  - 「光り輝く霊界への旅立ち」（総指揮：丹波哲郎）[172]
- 1986年（昭和61年）
  - 「炎の女王・ヒミコへの愛」（作・演出：原彰）[173]
- 1987年（昭和62年）
  - 「春のおどり 夢見桜ラプソディ」（作・演出：原彰）[174]
  - 「マルコポーロの冒険」[163]
- 1988年（昭和63年）
  - 「果てしなき流れの果てに」（原作：小松左京、原彰演出）[175]
  - 「新・マルコポーロの冒険」（作・演出：小林勝）
  - 「愛のサラダ記念日」[176]
- 1989年（平成元年）
  - 「花・いのちのきらめき」（作・演出：吉峯暁子）[166]
  - 「相合橋夢物語」（作：北林佐和子）[166]
  - 「100万回生きたねこ」（原作：佐野洋子）[177]
- 1990年（平成2年）
  - 「大津皇子」（原作：黒岩重吾）[178]
  - 「恋夢幻」[164]
- 1991年（平成3年）
  - 「アップフェルラント物語」（原作：田中芳樹）[179]
  - 「ビート・ハリケーン」（作・演出：吉峯暁子）[180]
  - 「ブルースに抱かれて眠れ」（作・演出：吉峯暁子）[181]
  - 1992年（平成4年）
  - 「レビュー・オブ・ラブ」（作・演出：原彰）[要出典]
  - 「Dancing Wave ARABESQUE（アラベスク）」（作・演出：海野洋司）[要出典]
  - 「シンドバットの冒険」（作・演出：吉峯暁子）[要出典]
- 1993年（平成5年）
- 「ファンタジアランド」（作・演出：原彰）[要出典]
  - 「エル・アモール」（近鉄劇場、作・演出：吉峯暁子）[182]
  - 「青い鳥」（原作：メーテルリンク、作・演出：北林佐和子）[要出典]
- 1994年（平成6年）
  - 「ダンシング・ドリーム」（作・演出：吉峯暁子）[要出典]
- 1995年（平成7年）
  - 「天上の虹〜星になった万葉人〜」（原作：里中満智子）[183]
  - 「ロックン桃太郎」（作・演出：吉峯暁子）[要出典]
  - 「青春革命〜スローバラードは歌えない〜」[要出典]
  - 「ラブ・スクランブル」（1995年）
- 1996年（平成8年）
  - 「レディ・アンをさがして」（近鉄劇場、原作：氷室冴子、作・演出：吉峯暁子）[184]
  - 「セロ弾きのゴーシュ」（原作：宮沢賢治）[要出典]
- 1997年（平成9年）
  - 「上海夜想曲」（近鉄劇場、作・演出：海野洋司）[185]
  - 「ヘンゼルとグレーテル」（作・演出：吉峯暁子）[要出典]
  - 「オール・ザッツ・ラテン」（あやめ池円型大劇場）[広報 12][186]
- 1998年（平成10年）
  - 「ニューオーリンズの賑わい！」（近鉄劇場、原作：筒井康隆）[広報 13][187]
  - 「ビート・シンフォニー 踊れ!春」（あやめ池円型大劇場）[188]
  - 「薔薇の街のロマンス」（作・演出：吉村英三）[要出典]
- 1999年（平成11年）
  - 「魔剣士」（あやめ池円型大劇場）[189]
  - 「オー・マイ・ピエロ」（作：石橋尚一, 吉村英三）[要出典]
  - 「ザ・ショー・イズ・ビューティフル」（作・演出：吉村英三）[要出典]
- 2000年（平成12年）
  - 「エル・アモール・グランデ〜愛に生き、恋に死す〜」（近鉄劇場、作・演出：吉峯暁子）[190]
  - 「アラビアン・ナイト・ロマン〜アラジンとアリババの宝物〜」（作・演出：竹本浩三）[要出典]
  - 「ラ・ロマネスク」（あやめ池円型大劇場、作・演出：吉峯暁子）[広報 14]
- 2001年（平成13年）
  - 「闇の貴公子〜源博雅と安倍晴明〜」（近鉄劇場ほか、原作：夢枕獏「陰陽師」、作・演出：北林佐和子）[広報 15]
  - 「長ぐつをはいた猫」（あやめ池円型大劇場、作・演出：吉峯暁子）[広報 16]
  - 「スパークリングレビュー」（あやめ池円型大劇場、作・演出：吉峯暁子）[広報 17]
  - 「ASUKAの嵐／We Love Revue !」（近鉄劇場ほか、作・演出：山田孝行）※創立80周年記念公演[広報 18]
  - 「PLAY-BACK」（作・演出：北林佐和子）[要出典]
- 2002年（平成14年）
  - 「Dance for Tomorrow 〜PLAY-BACKスペシャル」（作・演出：北林佐和子）[要出典]
  - 「私は男役（おんな）―華やかに、そして潔く―」[要出典]
  - 「ヒートアップ・レビュー」（あやめ池円型大劇場、構成・企画・制作：OSK日本歌劇団）※創立80周年記念あやめ池特別公演[広報 19]
  - 「Bon Voyage！」（あやめ池円型大劇場、作・演出：吉峯暁子）[広報 20]
- 2003年（平成15年）
  - 「新・闇の貴公子」（近鉄劇場ほか、原作：夢枕獏「陰陽師」、作・演出：北林佐和子）[広報 21]
  - 「The Phoenix ～不死鳥伝説～」（あやめ池円型大劇場、作・演出：山田孝行）[広報 22]※近鉄傘下OSK：あやめ池最終公演
  - 「Endless Dream ～終わりなき夢～」（近鉄劇場、構成・演出：吉峯暁子）[広報 23]※近鉄傘下OSK最終公演

### 新OSK時代（現在）
- 春のおどり - 大阪松竹座にてレビュー上演
- 秋のおどり - 大阪松竹座にてレビュー上演（2004年、2006年のみ）
- レビュー in KYOTO - 京都南座にてレビュー上演。2007年、2015年のみ秋、それ以外の年は夏。2016年 - 2018年は改装のため公演は無し。2019年夏に改装完了後初の公演を実施。
- たけふ菊人形 - 秋（10月 - 11月）に1ヶ月程度公演
- 自主公演 - 大丸心斎橋劇場、近鉄アート館などで年5・6回実施。
- 東京・三越劇場公演 - 2011年から2016年まで毎年9月に上演。
- オ・セイリュウ公演 - 大阪・心斎橋のゲストハウス、オ・セイリュウにて2011年から2015年に上演。年に2、3回、2か月〜3か月の長期公演を行う。
- OSK Revue Café - セント・ラファエロ大聖堂（現・セントラファエロチャペル御堂筋）にて2015年より開始。少人数の出演者による歌を中心としたショー。2020年8月からはBrooklyn Parlor大阪の専用スペースで上演。
- REVUE JAPAN - 訪日外国人をターゲットにした日本物ノンバーバルレビュー。2017年1月 - 2月、JTB西日本の主催により、近鉄アート館公演『鬼ノ城』期間中の併演作品として試験的に開始。同年12月からは道頓堀角座での常打ち公演がスタートし、メンバーチェンジを行いながら継続。2019年からはDAIHATSU 心斎橋角座に舞台を移す。2020年年頭からは新型コロナウィルス感染拡大に伴い上演を中止していたが、同年10月7日「OSK Revue Cafè in Brooklyn Parlor OSAKA」より有観客公演を再開。2023年5月、新型コロナウイルス感染症の5類感染症移行の決定に伴い、9月より訪日外国人向け公演を再開した。

- - 「熱烈歌劇 re-BIRTH －OSK復活のススメ－」（2003年）（※「OSK存続の会」立ち上げ公演）
  - 「レビュー春のおどり 桜咲く国／ルネッサンス」（2004年）（※「OSK存続の会」旗揚げ公演）
  - 「レビュー秋のおどり なにわ祭りファンタジー／愛抱きしめてジャンピング」（2004年）作・演出：横澤英雄
  - 「グランド・レビュー春のおどり 平安☆レジェンド／ダンシング・フォーリーズ」（2005年）作・演出：横澤英雄／中村一徳
  - 「レビュー春のおどり 義経桜絵巻／ハッピー・ゲーム〜人生は素晴らしいゲーム！〜」（2006年）
  - 「レビュー秋のおどり MOVE ON!! なにわ祭り抄〜躍る道頓堀〜／BE ON THE ROAD」（2006年）
  - 「レビュー春のおどり 桜咲く国2007〜輝く未来へ〜 桜・舞・橋／桜ファンタジア」（2007年）
  - 「真田幸村〜夢・燃ゆる〜」（2007年、2008年、2009年、2011年）
  - 「レビュー春のおどり お祝い道中〜浪花ともあれ桜花爛漫〜／Dream Step !」（2008年）
  - 「レビュー春のおどり 桜彦 翔る！〜必ず戻る 恋と友情のために〜／RUN ＆ RUN 」（2009年）
- 2010年代
  - 「YUKIMURA ―我が心　炎の如く―」（2010年）
  - 「レビュー春のおどり 桜彦 翔る！エピソードⅡ〜黄泉へ 桜ふたたび〜／JUMPING TOMORROW !」（2010年）
  - 「バンディット! ―霧隠才蔵外伝―」（2010年）（※大阪文化祭賞グランプリ受賞作品）
  - 「みやこ浪漫〜RYOMA〜」（2010年）
  - 「女帝を愛した男〜ポチョムキンとエカテリーナ〜」（2010年）
  - 「レビュー春のおどり 繚乱〜さくら 桜 サクラ／STARS LEGEND 〜DANCE DANCE DANCE〜」（2011年）
  - 「ADDIO」（2012年）
  - 「レビュー春のおどり 桜舞う九重に〜浪花の春にいざ舞わん〜／GLORIOUS OSK 〜リズムコレクション〜」（2012年）（※創立90周年記念公演）
  - 「レビュー春のおどり 桜咲く国 桜絵草紙／Catch a Chance Catch a Dream」（2013年）
  - 「レビュー春のおどり 桜花抄／Au Soleil 〜太陽に向かって〜」（2014年）
  - 「カルディアの鷹」（2014年）
  - 「Crystal passion 〜情熱の結晶〜」（2015年）
  - 「狸御殿-HARU RANMAN-」（2015年、2016年）
  - 「レビュー春のおどり 浪花今昔門出賑／Stormy Weather」（2015年）
  - 「紅に燃ゆる〜真田幸村 紅蓮の奏乱〜」（2015年、2016年）
  - 「カンタレラ2016〜愛と裏切りの毒薬〜」（2016年）
  - 「レビュー春のおどり 花の夢 恋は満開／Take the beat !」（2016年）
  - 「レビュー春のおどり 桜鏡 〜夢幻義経譚〜／Brilliant Wave 〜100年への鼓動〜」（2017年）
  - 「三銃士 La seconde」（2018年）
  - 「巴里のアメリカ人」（2018年）
  - 「レビュー春のおどり 桜ごよみ 夢草紙／One Step to Tomorrow !」（2018年）
  - 「FIRE AGATE」（2018年5月）
  - 「LARIMAR」（2018年6月）
  - 第39回たけふレビュー「GERSHWIN NIGHT」（2018年）
  - 「My Dear~OSK♡ミー&マイガール~」(2018年8月) 脚本・演出・振付 麻咲梨乃 ＊真麻里都・退団公演
  - 「円卓の騎士」（2018年12月）
  - 「新撰組」（2019年3月）
  - 大阪松竹座「レビュー春のおどり」（2019年）
  - 「Salieri & Mozart」（2019年6月）
  - 「歌劇 海神別荘 〜サクラ大戦より〜」原作：泉鏡花、作・構成：広井王子（2019年）
  - 「OSK SAKURA REVUE（2019年7月13日 - 25日）午前の部：11時 午後の部：15時 京都四條 南座
  - 「OSK SAKURA NIGHT」（2019年7月13日 - 24日）19時30分 京都四條 南座
  - 「Viva La Vida!!」（2019年8月）
  - 「LAST PARADISE」（2019年8月）
  - 「PRECIOUS STONES」（2019年9月）
  - 「Dandy」（2019年10月）
  - 「PRECIOUS STONES SeasonII」（2019年10月）
  - 「天使の歌が聞こえる」（2019年12月）
  - 「男舞」（2019年12月）
- 2020年代
  - 「PRECIOUS STONES」（2020年1月、2月）
  - 「愛と死のローマ〜シーザーとクレオパトラ〜」（2020年2月）※3日目より中止
  - 「OSKだよ全員集合！」（2020年11月）
  - 「愛と死のローマ～シーザーとクレオパトラ～」（2020年12月、再演）
  - 「レビュー春のおどり ツクヨミ／Victoria!」（2021年1月、2月）
  - 「レビュー夏のおどり　STARt」（2021年6月、8月）
  - 「レビュー春のおどり　光／INFINITY」（2022年2月、3月）
  - 「レビュー in Kyoto　陰陽師 闇の貴公子☆安倍晴明／INFINITY」（2022年7月）
  - 「PRECIOUS STONES苫小牧市公演」（2022年9月）
  - 「創立100周年記念コンサート」（2022年9月）
  - 「the Diamond Quality」（2022年10月 - 11月）
  - 「DELIGHT 真岡公演」（2022年11月）
  - 「五右衛門」（2022年11月）
  - 「近松TRIBUTE〜近松門左衛門物語」（2022年12月）
  - 「レビュー春のおどり レ・フェスティバル／Go to the Future1」（2023年2月）
  - 「レビュー Road to 2025!! 春・夏・秋・冬／HEAT!!」（2023年7月）
  - 「へぼ侍～西南戦争物語～」（2023年8月）
  - 「栃木県真岡市公演 レビューCalling Moon」（2023年9月）
  - 「レビュー Calling Moon」（2023年10月～11月）
  - 「レビュー in Kyoto　Go to Future～京都から未来へ～」（2023年11月）
  - 「OSK日本歌劇団高槻公演 高山右近物語／Calling Moon」（2023年12月）
  - 「三重県伊賀市公演 SPECIAL SHOW～Twinkle～」（2023年12月）
  - 「へぼ侍～西南戦争物語～」（再演）（2024年1月、2月）
  - 「栃木県益子町公演 SPECIAL SHOW～Precious stones～」（2024年1月）
  - 「大阪ラプソディ」（2024年2月）
  - 「レビュー春のおどり 春楊桜錦絵／BAILA BAILA BAILA」（2024年4月）
  - 「いしかわ芸術新時代　翼和希レビューショーin金沢」（2024年6月）
  - 「レビュー in Kyoto」（2024年7月）
  - 「レビュー 夏のおどり」（2024年8月）
  - 「北海道苫小牧市公演」（2024年9月）
  - 「真岡市市制施行70周年記念事業　OSK日本歌劇団記念公演」（2024年12月）

## 主なスター

### 現在のトップスター
トップスター
- 翼和希

娘役トップスター
- 千咲えみ

### 序列制度
松竹時代から現在に至るまで、劇団員の序列が名簿化されている。本節では、各時代ごとの序列名簿（連名表）による、主なスターを記載する。幹部制度の廃止以降は、トップスター以外は、上位16名及び序列外のベテラン団員を掲載する。なお、OSK日本歌劇団では、2021年（令和3年）をもって、従来の劇団員全員の序列の公表が廃止され、公表される名簿は入団期別に基づく表記に変更されている。
なお、各刊行物の発行時期によるため、名簿の基準日と、正確な劇団創設からの期間とにずれが生じている。

#### 1938年（昭和13年）
| 序列区分             | 主なスター                                                                                               |
| -------------------- | --- |
| 幹部技芸員           | 笠置シズ子、アーサー美鈴、柏ハルエ、秋月恵美子、芦原千津子、美浪スミ子、花田須磨子、静波秀子             |
| 準幹部技芸員         | 月ヶ瀬咲子、大隅豊子、里村葉子                                                                           |
| 技芸員（ベストテン） | 香河君代、草鹿多美子、勝浦千浪、花岡三千子、人見洋子、水上ましろ、高月夢子、葉山かほる、福屋芳子、港美子 |

#### 1954年（昭和29年）
| 序列区分             | 松組                                                           | 竹組                                                           |
| -------------------- | -------------------------------------------------------------- | -------------------------------------------------------------- |
| 大幹部               | 秋月恵美子、芦原千津子、勝浦千浪、香住豊                       | 秋月恵美子、芦原千津子、勝浦千浪、香住豊                       |
| 幹部                 | 米花真砂子、大淀しぐれ                                         | 米花真砂子、大淀しぐれ                                         |
| 準幹部               | 汐月満子、若草かほる、葛城日佐子、小町瑠美子、牧香織、月小夜子 | 汐月満子、若草かほる、葛城日佐子、小町瑠美子、牧香織、月小夜子 |
| 準幹部補             | 香島のぶ子（副組長）、星ひろみ（組長）                         | 立花正子（副組長）、桜国子（組長）                             |
| 技芸員（ベストテン） | 三富智子、水上加代、春名そよぐ、範国加津美、水野光             | 南幸子、志摩慶子、小桜諄子、潮路明美、浅路八重子               |
| 技芸員               | 42名                                                           | 42名                                                           |
| 技芸員補             | 38名                                                           | 38名                                                           |

#### 1960年（昭和35年）
| 序列区分   | 主なスター                                                                                                 |
| ---------- | --- |
|            | 秋月恵美子、芦原千津子、勝浦千浪                                                                           |
| 幹部       | 米花真砂子、大淀しぐれ、汐月満子、若草かほる                                                               |
| 幹部待遇   | 桜国子、星ひろみ、朱雀京子、香川洋子、南幸子、瞳英子                                                       |
| 準幹部     | 小月恵美子、三富知子、四条栄美、春名そよぐ、小柳弥栄、星川玉藻                                             |
| 準幹部補   | 小柳美智子、滝数佐、川路桂子、望月まり子、美浜淳子、藤影真弓                                               |
| ベストテン | 朝倉実枝子、南月のぼる、高嶺貴美子、吉原薫、草山節美、高月俊子、不二かほり、矢草三千代、緑川町子、香山恵子 |

#### 創設50周年時
| 序列区分       | 主なスター |
| -------------- | --- |
|                | 秋月恵美子、芦原千津子 |
|                | 若草かほる、南幸子、春名そよぐ、牧香織、六車悦子、南月梨佐、望月まり子、長谷川恵子 阿里間世里子、淀伊久仁子、近衛美樹、八汐さなみ、八坂みどり、小林恵子、江美杏子 他、38名 |
|                | 紅みちる以下、14名 |
| 日本歌劇学校生 | 9名 |

#### 創設80周年時
| 序列区分     | 主なスター |
| ------------ | --- |
| トップスター | 那月峻 |
|              | 千爽貴世、若木志帆、大貴誠、沙月梨乃、有希晃、桜花昇、波輝一夢、希望なつ紀 瑞木彩乃、美森あいか、大咲せり花、高世麻央、安希つかさ、高帆未来、友麻亜里 他、52名 |
|              | 吉津たかし |

#### 創設90周年時
| 序列区分     | 主なスター |
| ------------ | --- |
| トップスター | 桜花昇ぼる |
|              | 高世麻央、朝香櫻子、桐生麻耶、緋波亜紀、牧名ことり、折原有佐、平松沙里、真麻里都 恋羽みう、楊琳、蒼音淳、悠浦あやと、白藤麗華、虹架路万、和紗くるみ、瀬乃明日華 他、16名 |

#### 創設100周年時
| 序列区分         | 主なスター |
| ---------------- | --- |
| トップスター     | 楊琳 |
| 娘役トップスター | 舞美りら、千咲えみ |
|                  | 白藤麗華、虹架路万、愛瀬光、城月れい、華月奏、遥花ここ、実花もも、翼和希 穂香めぐみ、天輝レオ、登堂結斗、結菜ほのり、りつき杏都、壱弥ゆう、朔矢しゅう、椿りょう、唯城ありす 他、33名 |
| 特別専科         | 朝香櫻子、桐生麻耶 |
| 研修所生         | 2年次生（研究科生）7名、1年次生（本科生）3名 |

### ユニット
ダンシングチーム 
1931年結成。柏晴江・美鈴あさ子ら16名。
ロケット・ガールズ 
1937年結成のラインダンスチーム。
東京国際劇場「国際大阪おどり」（1937年10月）で、2場面に30名と36名のチームが登場。
大阪劇場「秋のおどり 〜輝く艦隊〜」（1937年11月）で、静波秀子・瀧川はやみ・京マチ子ら36名のチームが登場。
ジェルモンシスター  
1939年結成。歌と踊りと楽器の演奏も行った。
葉山かほる・瀧川はやみ・高月夢子・草鹿多美子・福屋芳子・國光博子
ラッキーフラワー  
1939年結成。ジェルモンシスターの妹分。若手娘役を起用。
鈴川清美・京マチ子・水川千鶴・花房たか子・住之江美子・足立昇子
フォアシスターズ  
1949年結成。春のおどりの公演パンフレットに掲載。
松浪千里・若草かほる・汐月満子・浅路八重子
ピッコロシスターズ  
1949年結成。春のおどりの公演パンフレットに掲載。
千鳥浪路・朱雀京子・音羽町子
ポプコーンガールズ  
1950年結成。ポップコーンのような弾ける若さを売りにした。
香取町子・水穂しづく・見國輝子・花園町子・春名そよぐ
ピンナップシスターズ  
1951年結成。夏のおどりで歌える3人の娘役ユニット。
歌川糸子・小町瑠美子・小桜諄子
バンビー・ファイブ  
1955年結成。若手男役によるユニット。
水城克巳・潮路明美・香川陽子・水野光・志摩慶子
キーボウド・エイツ  
1955年結成。ちょっとセクシーな持ち味の娘役ユニット。
糸春江・瞳英子・由起志げみ・千歳恵美・春名そよぐ・早百合公子・峰弘子・夕月ひかる
スパンキーファイブ→キューティー・Q 
1963年結成。春のおどりで結成。若手娘役5名によるユニットで約2年間活動。レコード発売あり（内部リンク先を参照）。
葉月美嘉・時千鶴・九重ひずる・美好有子・三浦道子
コメディ・レディス  
1964年結成。第39回春のおどり公演のみのユニット。
城一芳・天野良子・三浦徳子
チェック・シックス  
1965年結成。第40回春のおどり公演のみのユニット。
潮かほり・一条京子・真弓田香代・真咲きよの・静真澄・黒木あけみ
花のエトワール５人組  
1965年結成。第40回春のおどり公演のみのユニット。
麻三京子・巴真理・東美香・奈千玲子・百合かほる
トリオ  
1965年結成。秋のおどり～オンステージ～公演のみのユニット
小松みどり・日月加奈・利美由起
ジュエリーギャル  
1982年結成。近鉄時代に結成されたユニット。数度のメンバーチェンジを経て1986年あやめ池秋季公演まで活動。
初代 - 奈美ちはる・緒形樹梨・雅都貴
江利奈レイ・隼花るり・恋香うつる
チェリー・ガールズ  
2007年南座公演より、若手娘役スター5名によるユニットが結成され、舞台やイベントで活躍。退団や昇格に伴い、メンバーが入れ替わる。
2014年度の活動を最後に活動を停止。計8年に及ぶ活動期間は、100周年の歴史上最長だった。
第1期 - 春咲巴香・牧名ことり・珂逢こころ・恋羽みう・瀬乃明日華
第2期 - 珂逢こころ・恋羽みう・白藤麗華・瀬乃明日華・和紗くるみ
第3期 - 和紗くるみ・瀬乃明日華・舞美りら・城月れい
第4期 - 恋羽みう・和紗くるみ・舞美りら・城月れい・遥花ここ
ブルーパンサー  
2010年6月結成。大人の歌を聴かせるユニットとして2010年8月に「ラ・マスケラ」にてCD発売デビュー。
折原有佐・美砂まり・平松沙理
2012年9月 美砂まりの退団により解散。

## OSK日本歌劇団研修所
2003年開設。2001年の日本歌劇学校の休校（事実上の廃校、2000年募集停止）以後、新規の入団が途絶えており、劇団存続に不可欠な課題となっていた。9月に81期生が入所。以後、従来の「歌劇学校の期数」と異なり、「劇団の期数」となり、入所年の劇団創設年数が合うようになっている。そのため75期生から80期生は存在しない。初年度のみ1年制のため、2004年に入団。
卒業後に入団試験があり、その成績により入団の可否が決まる。劇団員になるため、劇団附属の養成機関（松竹楽劇部生徒養成所→大阪松竹歌劇団音楽学校→日本歌劇学校→現：OSK日本歌劇団研修所）を卒業し、「試験に合格しなければならない」ことは、劇団創設以来一貫しているとされる。

## 主な楽曲・等

### 楽曲
「桜咲く国」
- - 作詞：岸本水府[16]、作曲：松本四良[16]
  - 1930年（昭和5年）の『第5回 春のおどり』で発表された春公演のテーマソング[16]。

「ビロードの夢」
- - 作詞：藤浦洸、作曲：服部良一
  - 1949年（昭和24年）、SKDとの東西合同公演『秋のおどり』にて発表。以来「秋のおどり」をはじめ秋季公演のテーマソングとして使われることが多かった。

「虹色のかなたへ」
- - 作詞：海野洋司、作曲：宮川泰
  - 1992年（平成4年）に創立70周年記念に作られたイメージソングである。歌詞又は曲を一般公募し、作詞：549点、作曲：161点の合計710作品の中から、大阪府の岩野恵造の詞が最優秀賞に選ばれた[201]。これを原案に作詞・海野洋司、作曲・宮川泰がそれぞれ担当し、同年の記念公演『ARABESUQUE』にて発表された[200]。

### 団歌等
「花の馬車にのって」
- - 作詞：横沢秀雄、作曲：倉田志朗
  - 日本歌劇団時代（NKD）の正式な団歌。

「OSK日本歌劇団研修所校歌」
- - 作詞：不詳、作曲：不詳

## 主な出身者

### 劇団関係者
- 飛鳥明子 - 「初代トップスター」とされる最初期の人気スター[33]。桃色争議で大阪側の中心となり、妥結後の争議責任者処分で退団した[40]。
- 秋月恵美子 - 1930年（昭和5年）に入団し[203]、1935年（昭和10年）からスターとして売り出し[56]、芦原千津子との黄金コンビとなった[46]。映画「夢にましませ」にも出演した[203]。OSK日本歌劇学校講師[204]。
- 芦原千津子 - 1935年（昭和10年）からスターとして売り出し[56]、娘役で秋月恵美子との黄金コンビとなった[46]。
- アーサー美鈴 - 旧芸名は美鈴あさ子。1938年（昭和13年）にアーサー美鈴に改名[56]。

### 歴代トップスター
- 勝浦千浪 - 秋月惠美子や芦原千津子と並ぶトップスター[205]。退団後、松竹新喜劇に入った[206]。
- 牧香織 - あやめ池へ移転する前後のトップスターだった[207]。
- 嵯峨みさ緒 - 1976年（昭和51年）にトップスターとなり[208]、1986年（昭和61年）末に退団[209]。
- 東雲あきら - 1987年（昭和62年）にトップスターとなり[210]、1996年（平成8年）に退団[184]。
- 煌みちる - 1996年（平成8年）2月にトップスターとなり[211]、1999年（平成11年）に退団[212]。2005年（平成17年）から数年間、研修所生徒監を務めた[213]。
- 洋あおい - 女優。 1999年（平成11年）にトップスターとなった[214]。
- 那月峻 - 1999年（平成11年）にトップスターとなった[214]。近鉄時代最後のトップ。
- 大貴誠 - 元トップスター。
- 桜花昇ぼる - 女優・講談師、元トップスター。旧芸名は桜花昇。
- 高世麻央 - 女優、元トップスター
- 楊琳 - 元トップスター
- 舞美りら - 元娘役トップスター

### 芸能界

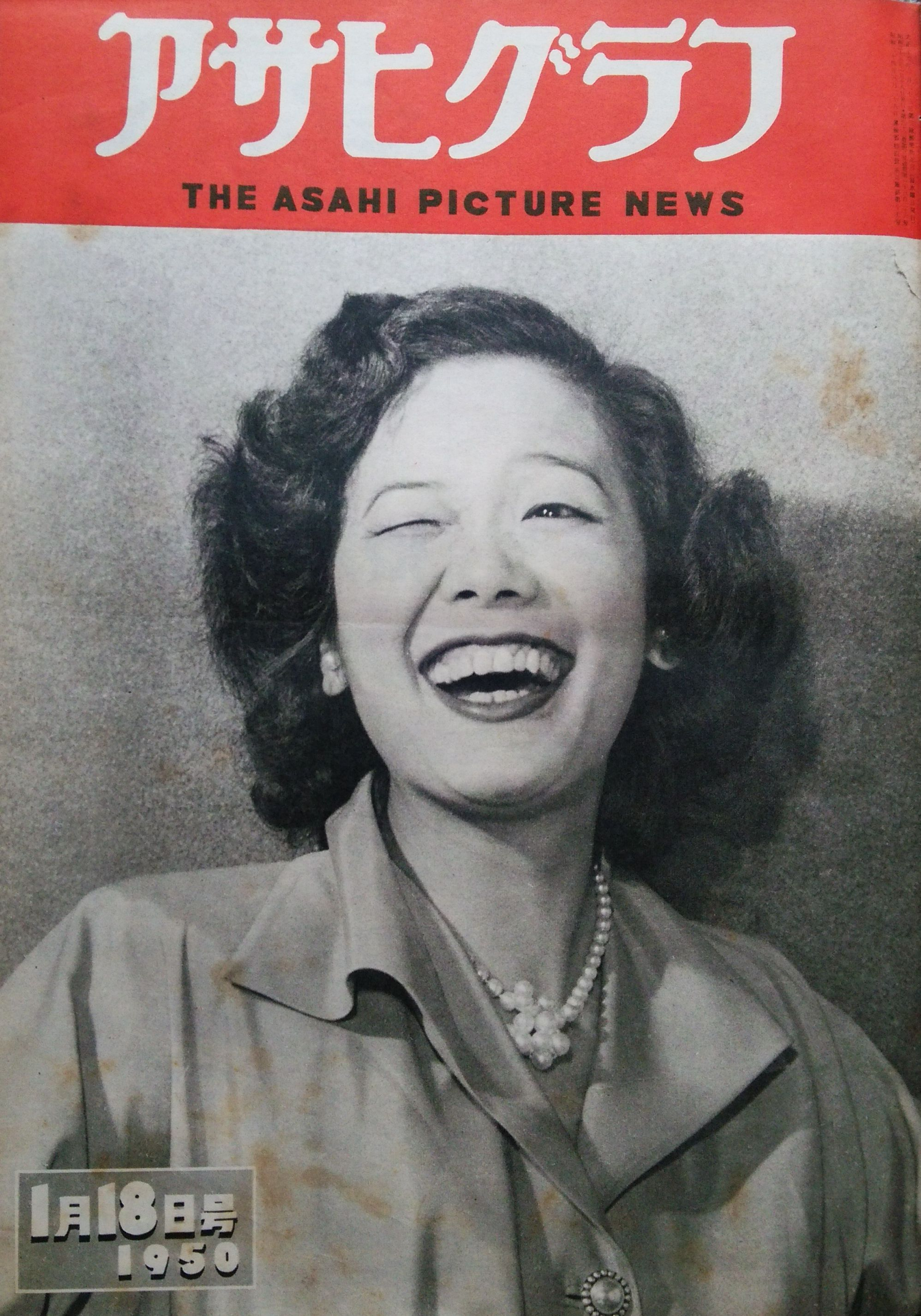
笠置シヅ子（在団時は"シズ子"表記）

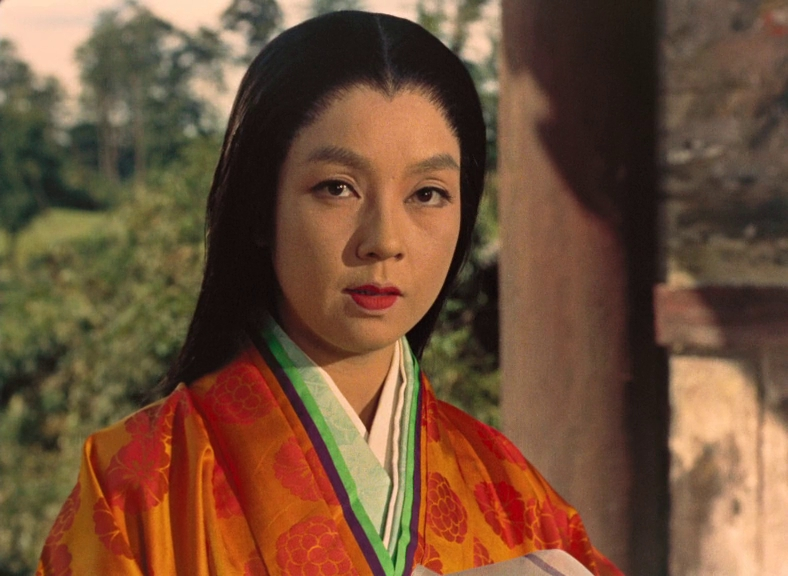
京マチ子

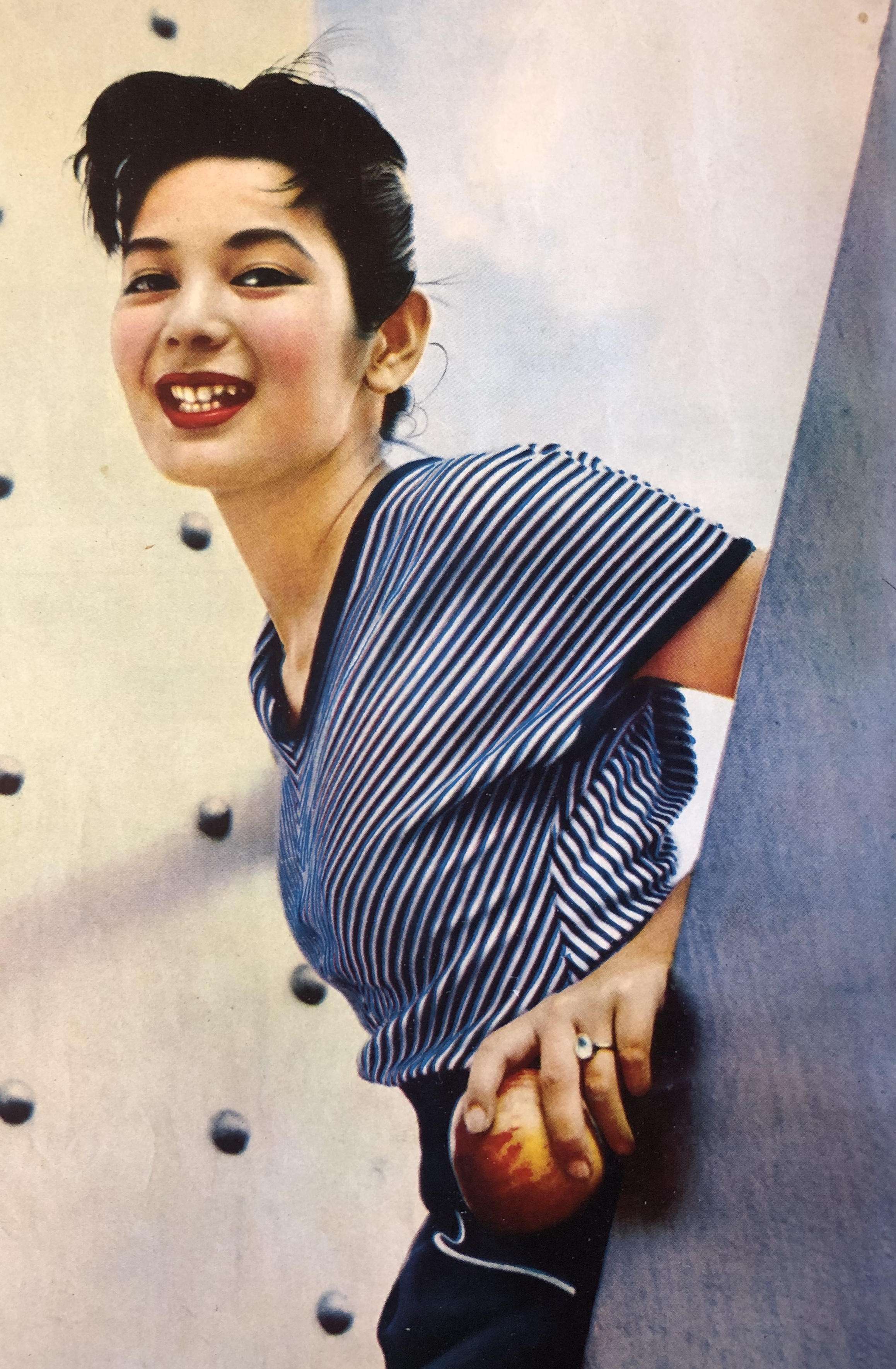
安西郷子

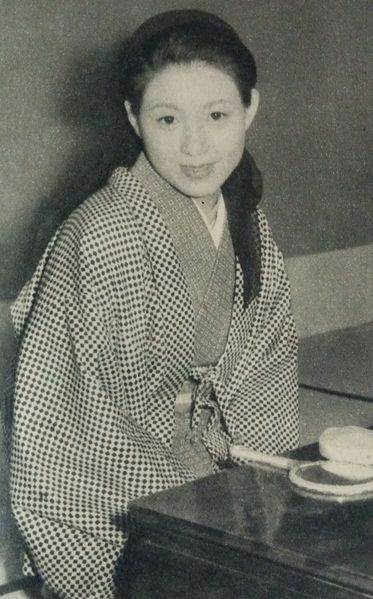
田代百合子

- 香椎園子 - 発足当初のスターだったが[24]、帝国キネマ『淀君』の主役に抜擢されたのをきっかけに映画女優となった[215]。
- 千早晶子 - 織部房枝から千早晶子に改名し、大阪松竹座支配人の口添えもあり、林長二郎の相手役として『鬼あざみ』で映画デビューした[216]。
- 浦波須磨子 - 衣笠映画聯盟に入って映画女優となった[217]。
- 高津慶子 - 鈴木重吉の帝国キネマ第1号作品『戀のジヤズ』での出演のために1930年（昭和5年）に移籍して女優となった[218]。
- 若月孔雀 - 「林長二郎映画」に移籍して映画女優となった[77]。
- 八雲恵美子 - 市川荒太郎・東愛子夫妻の支援を受けて映画に出演した後、松竹楽劇部に所属[219]。1926年（大正15年）1月に蒲田撮影所に招かれ、以後スターとなって行った[219]。
- 国友和歌子 - 大阪九条の第三高等女学校を中退して当劇団に入り[220]、桃色争議後にスター10選に選ばれて活躍した[43]。1936年（昭和11年）3月に新興京都に入社して映画女優となった[220]。
- 山路ふみ子 - 1929年（昭和4年）に当劇団に入ったが、5か月後に帝国キネマ長瀬撮影所に入って映画女優となった[220]。
- 雲井八重子 - 小学校を卒業後に当劇団に入り[220]、桃色争議後にスター10選に選ばれて活躍した[43]。1938年（昭和13年）3月に新興京都に入社して映画女優となった[220]。
- 松浦妙子 - 1937年（昭和12年）3月に当劇団に入り、1938年（昭和13年）2月に新興京都に入社して映画女優となった[220]。
- 笠置シヅ子 - 1927年（昭和2年）に入団し、当初は三笠静子の芸名だった[221]。松竹楽劇団（SGD）へ移籍後、歌手、後に女優として活躍。
- 井上雪子 - 16歳で当劇団に入り、鐘一子となった[222]。1930年（昭和5年）11月に蒲田撮影所に入って女優となった。
- 京マチ子 - 1936年（昭和11年）に入団し、1948年（昭和23年）12月に「七面鳥ブギ」を踊って話題となり、1949年（昭和24年）に大映に勧誘されて映画に出演して女優となった[223]。
- 楠よし子 - 1940年（昭和15年）4月に入団し、1949年（昭和24年）6月11日に退団して大映に入社し、映画女優となった[224]。1954年（昭和29年）に4年ぶりに復帰した際に北河内妙子から改名した[225]。
- 水原真智子 - 当劇団を経て、1950年（昭和25年）に松竹映画『女性三重奏』で映画デビューして女優となった[226]。
- 九重京子 - 退団後、松竹新喜劇に入り『子を抱く花嫁』の初演時に主役を務めた際に妊娠して2代目渋谷天外と結婚[227]。3代目渋谷天外の母。
- 四条栄美 - 女優。退団後、藤山寛美らと共に松竹新喜劇で活動し[228]娘役などを務めた[229]。
- 安西郷子 - 1952年（昭和27年）に当劇団で大阪劇場で初舞台を踏み、1953年（昭和28年）に新東宝に移籍して映画女優となった[230]。東映を経て1955年（昭和30年）に東宝に入った[231]。1961年（昭和36年）3月に三橋達也と結婚して引退した[232]。
- 石井トミコ - 女優。旧芸名は石井富子（本名）。山根優一朗夫人。
- 黒岩三代子 - 4年間在籍した男役で、『大仏開眼』を最後に退団した[233]。退団後に「ブルー・コーツ」から歌手デビューし、テレビなどにも歌手として出演した[233]。
- 小町るみ子 - 当劇団を経て大映に入り、小町瑠美子として『花の白虎隊』で映画デビューした[234]。
- 田代百合子 - 当劇団に入った後[235]、1951年（昭和26年）度の「ミス平凡」となり[236]、1952年（昭和27年）に東宝に入って『喧嘩安兵衛』に出演し[237]、1953年（昭和28年）に東映に入社した後[235]、松竹に戻って映画女優として活躍した[237]。
- 林美智子 - あやめ池に移転後の付属音楽学校の予科・本科を共に全科目首席で卒業し、入団[238]。その後、レビューより演劇に力を入れるために「劇団・新春座」に移籍して女優となり、NHKの朝のドラマ『うず潮』のヒロインをきっかけに売れっ子となった。
- 千賀かほる - 当劇団を経て、1969年（昭和44年）に『真夜中のギター』がミリオンセラーとなった歌手[239]。
- 瀬戸カトリーヌ - 女優・タレント。旧芸名は奥浦たか乃、瀬戸たかの。阪神・淡路大震災に被災し初舞台の大阪公演には出演できず、名古屋公演で退団。

### 舞踊家、演出家等
- 南栄子 - 1923年（大正12年）に松竹楽劇部2期生となって舞踊の基礎を学んだ後、バレエダンサー・クセニア・マクレツォワ（英語版）に師事して西洋舞踊を学んだ[240]。舞台で活躍して人気となった[240]後に、門下生の育成を図るため[240]、「ミナミ舞踊研究所」を主宰していた[241]。
- 吉峯暁子 - 神戸市外国語大学ロシア語科卒業後、学士入学した短大で山崎正和に師事、演劇を学ぶ。1982年から歌劇団の唯一の座付き作家・演出家として40作以上の作品を発表。歌劇団が解散した後はフリーの脚本・演出家として活躍。「マツケンサンバⅡ」の作詞家[242]。
- はやみ甲 - 初舞台当時から振付に携わる[243]。退団後、「はやみ甲ダンスカンパニー」主宰、OSK及びハウステンボス歌劇団の振付・脚本・演出に携わる[243]。
- 敬天（あつたか）- 在団時の芸名は恋香うつる。娘役として活躍、1996年に退団。那月峻主宰の劇団「歌劇★ビジュー」で、劇作家・演出家として活動。

### 実業家
- メリー喜多川 - OSKに一時在籍していた[244]。ジャニーズ事務所取締役。
- 近藤英子 - 実業家、馬主

## 海外公演
（）内は訪問国。地名・国名、国旗は当時。
- 1965年（昭和40年）5月14日 - 7月5日：第1回ソ連公演（モスクワ・レニングラード・キエフ）（ ソビエト連邦）[95][245]
  - 演目：「日本民謡集／春のおどり」
- 1967年（昭和42年）5月5日 - 7月19日：第2回ソ連公演（モスクワ・レニングラード・キエフなど）（ ソビエト連邦）[246][245][247]
  - 演目：「グランド・ショー～華麗なるファンタジー～／グランド・レビュー～レビューオブレビュー～」
- 1967年（昭和42年）7月22日～8月22日：第1回ポーランド公演（ ポーランド）[245][247]
  - 演目：「グランド・ショー～華麗なるファンタジー～／グランド・レビュー～レビューオブレビュー～」
- 1968年（昭和43年）6月6日 - 8月26日・8月31日 - 9月30日：ソ連公演（ ソビエト連邦）・ポーランド公演（ ポーランド）[248][245]
  - 演目：「月から来た女／世界へジャンプ」
- 1969年（昭和44年）3月1日 - 6月7日：サンフランシスコ公演（ アメリカ合衆国）[249][245]
  - 演目：「春のおどり」[250]、「百万ドルの饗宴」、「二の替わり」、「さようならパーティー百万ドルの饗宴」
- 1969年（昭和44年）9月28日 - 12月23日：第1回台湾公演（ 中華民国）[250]
  - 演目：「キング・オブ・レビュー」[250]
- 1971年（昭和46年）2月 - 3月：第1回香港公演（ イギリス領香港）[245]
  - 演目：「春のおどり　日本のおどり／世界のおどり」
- 1972年（昭和47年）10月 - 12月：第2回香港公演（ イギリス領香港）[245]
  - 演目：「フォーリーOSK」
- 1973年（昭和48年）12月 - 翌年1月：第3回香港公演（ イギリス領香港）・マカオ公演（ ポルトガル領マカオ）[245][247]
  - 演目：「ビバ！OSK」
- 1974年（昭和49年）5月 - 10月：第4回東欧公演（ソ連・ポーランド・チェコスロバキア・ルーマニア）[251]
- 1977年（昭和52年）2月：第4回香港公演（ イギリス領香港）[245]
- 1980年（昭和55年）6月 - 7月：第5回香港公演（ イギリス領香港）・バンコク公演（ タイ）[245][247]
- 1980年（昭和55年）12月：翌年1月 - 第2回台湾公演（ 中華民国）[245][247]
- 1986年（昭和61年）10月1日：サイパン・ハバダイ・ビーチホテル（ サイパン）[245][247]
  - クリスタル・タワー竣工記念ショー
- 1988年（昭和63年）9月16日 - 10月23日：第3回台湾公演（ 中華民国）[245][247]
- 1990年（昭和63年）8月1日 - 8月7日：オランダ公演（ オランダ）[245][247]
  - ロッテルダム市市制650周年記念博覧会「リボリ'90」内大阪ウィークのショーに参加（日舞を中心に出演）
- 2010年（平成22年）7月21日 - 7月29日：上海万博公演（ 中国）[広報 2][245][247]
  - 日本館イベントステージに奈良県が出展した「21世紀の遣唐使 奈良ウィークin上海」に出演
  - 演目：「夢の旅人 NAKAMARO」[広報 26]
- 2014年（平成26年）10月：キューバ公演（ キューバ）[広報 2] [広報 27]
  - 演目：「炎舞 キューバ版」[広報 28]
- 2020年（令和2年）1月：シンガポール公演（ シンガポール）[広報 29]
  - 演目：「Precious Stones」
- 2025年（令和7年）1月：シンガポール公演（ シンガポール）[広報 30]
  - 演目：「Les Ailes」

## OSK日本歌劇団を題材とした作品
細部は各内部リンク先を、また、架空の劇団を題材としたものは、少女歌劇#少女歌劇を題材とした作品を、それぞれ参照されたい。

### テレビドラマ
NHK銀河テレビ小説『わが歌ブギウギ』
笠置シヅ子を題材にした伝記ドラマ、1987年5月11日から6月5日かけて放送。
笠置シヅ子役：順みつき、ユリー五十鈴役：かたせ梨乃
OSK日本歌劇団から現役スターの英みち・有希晃が出演。

### 演劇
『わが歌ブギウギ』
テレビドラマ版を基に製作された演劇作品。
1993年及び1994年版には松竹歌劇団（SKD）団員が出演。笠置役：順みつき、ユリー役：春日宏美（元SKDトップスター）・マッハ文朱
2005年及び2006年版には、NewOSK日本歌劇団（当時）団員が出演。笠置役：真琴つばさ、ユリー役：桜花昇（当時、OSK現役スター）